# Lista de viscondados em Portugal
Esta é uma lista dos viscondados criados em Portugal.

## História e estatuto
Anteriormente tinha a dignidade de visconde o substituto do conde no governo do condado, ou o seu filho herdeiro enquanto não sucedia no condado, sendo-lhe confiada antecipadamente uma porção do feudo.
Passou depois o título de visconde a ser outorgado como dignidade honorífica autónoma, hierarquicamente inferior a conde e superior a barão.
Em Portugal o primeiro título de visconde concedido pela Coroa foi o de Visconde de Vila Nova de Cerveira, criado por Carta de D. Afonso V de 4 de Março de 1476, em benefício de D. Leonel de Lima, Senhor de Ponte de Lima e de Vila Nova de Cerveira.
Raramente concedido durante os Séculos XV, XVI, XVII e XVIII, foi durante o Liberalismo no século XIX outorgado com maior frequência, embora geralmente por apenas uma ou duas vidas, tornando-se o título nobiliárquico português com maior número de criações.

Coronel heráldico de Visconde com Grandeza.

Coronel heráldico de Visconde.

Os viscondes em Portugal integravam a Nobreza Titulada.
Os títulos de visconde não gozavam, a apriori, de Grandeza. Contudo esta podia ser concedida no Decreto de criação do título ou em data posterior, passando o título a designar-se Visconde com Grandeza e o titular a ter o estatuto de Grande do Reino.
Tal como os demais títulos nobiliárquicos portugueses os títulos de visconde podiam ser concedidos com carácter hereditário ou vitalício. São títulos hereditários os outorgados de juro e herdade (perpétuos) e os concedidos em vidas (2, 3 ou 4 vidas). São títulos vitalícios os renovados em vida (restritos ao novo titular) e os concedidos em vida (restritos ao 1.º titular).

## Viscondados criados em Portugal
Foram criados os seguintes viscondados em Portugal:
| Brasão                                       | Título                                                                   | Criação                                                    | Outorgante         | Primeiro titular | Tipo                                                                  | Pretendente [parcial?] | Ref.   |
| -------------------------------------------- | ------------------------------------------------------------------------ | ---------------------------------------------------------- | ------------------ | --- | --------------------------------------------------------------------- | --- | ------ |
|                                              | Visconde de Abrançalha                                                   | Carta de 28 de Julho de 1869                               | D. Luís I          | João José Henrique Trigueiros de Castro e Ataíde (1836-)                                                                                      | em vida                                                               | | [ 4 ]  |
|                                              | Visconde de Abrigada                                                     | Carta de 29 de Janeiro de 1870                             | D. Luís I          | José Maria Camilo de Mendonça (1815-1885) | em vida                                                               | extinto | [ 5 ]  |
|                                              | Visconde de Agarez                                                       | Decreto de 1908                                            | D. Manuel II       | Francisco Alves Machado, depois 1.º Conde de Agarez                                                                                           | em vida                                                               | | [ 6 ]  |
|                                              | Visconde de Agualva                                                      | Carta de 17 de Setembro de 1901                            | D. Carlos I        | Jacinto Carlos da Silva | em vida                                                               | extinto | [ 7 ]  |
|                                              | Visconde de Aguieira                                                     | Decreto de 19 de Setembro e Carta de 5 de Dezembro de 1872 | D. Luís I          | Joaquim Álvaro Teles de Figueiredo | em vida                                                               | extinto | [ 8 ]  |
|                                              | Visconde de Airey                                                        | Carta de 20 de Junho de 1872                               | D. Luís I          | John Moore Cole Airey (1810-) | em vida                                                               | extinto | [ 9 ]  |
|                                              | Visconde de Albergaria                                                   | ?                                                          | ?                  | Joaquim Manuel Coutinho de Albergaria Freire (1842-1909)                                                                                      | ?                                                                     | | [ 10 ] |
|                                              | Visconde de Albergaria de Souto Redondo                                  | Carta de 27 de Setembro de 1890                            | D. Carlos I        | Manuel Baptista Camossa Nunes Saldanha (1837-1918)                                                                                            | em vida                                                               | extinto | [ 11 ] |
|                                              | Visconde de Alcácer do Sal                                               | Decreto de 31 de Maio e carta de 2 de Junho de 1871        | D. Luís I          | António Caetano de Figueiredo (1810-) | em vida                                                               | extinto | [ 12 ] |
|                                              | Visconde de Alcafache                                                    | Decreto de 30 de Junho de 1881                             | D. Luís I          | Simão Hipólito de Oliveira Calça e Pina Bandeira de Melo, 4.º Conde e 3.º Visconde de Rilvas                                                  | em vida                                                               | | [ 13 ] |
|                                              | Visconde do Alcaide                                                      | Decreto de 3 de Fevereiro de 1902                          | D. Carlos I        | Alberto Carlos da Costa Falcão | em vida                                                               | | [ 14 ] |
| Lobão telo                                   | Visconde de Alcântara                                                    | Carta de 8 de Janeiro de 1879                              | D. Luís I          | João José de Alcântara, depois 1.º Conde de Alcântara                                                                                         | em vida                                                               | | [ 15 ] |
|                                              | Visconde de Alcobaça                                                     | Decreto de 22 de Dezembro de 1841                          | D. Maria II        | Henrique da Silva da Fonseca Cerveira Leite, 1.º Barão de Alcobaça                                                                            | juro e herdade                                                        | | [ 16 ] |
|                                              | Visconde de Alcochete                                                    | Decreto de 18 de Fevereiro de 1852                         | D. Maria II        | Bernardo Daupias, 1.º Barão de Alcochete | em vida                                                               | | [ 17 ] |
|                                              | Visconde de Alenquer                                                     | Carta de 11 de Dezembro de 1873                            | D. Luís I          | D. Tomás de Nápoles Noronha e Veiga | em vida                                                               | extinto | [ 18 ] |
|                                              | Visconde de Alentém                                                      | Carta de 26 de Novembro de 1874                            | D. Luís I          | António Barreto de Almeida Soares de Lencastre                                                                                                | em vida                                                               | extinto | [ 19 ] |
|                                              | Visconde de Alferrarede                                                  | Decreto de 31 de Agosto e carta de 7 de Setembro de 1882   | D. Luís I          | Carlos de Sá Pais do Amaral Pereira de Menezes, depois 1.º Conde de Alferrarede                                                               | em vida                                                               | extinto | [ 20 ] |
|                                              | Visconde de Algés                                                        | Decreto de 9 de Março de 1839                              | D. Maria II        | José António de Sousa Azevedo | em duas vidas                                                         | | [ 21 ] |
|                                              | Visconde de Alhandra                                                     | Decreto de 26 de Outubro de 1823                           | D. João VI         | João Lobo Brandão de Almeida, depois 1.º Conde de Alhandra                                                                                    | em vida                                                               | extinto | [ 22 ] |
|                                              | Visconde de Alhos Vedros                                                 | Decreto de 26 de Janeiro de 1836                           | D. Maria II        | António Hipólito da Costa | em vida                                                               | extinto | [ 23 ] |
|                                              | Visconde de Alijó                                                        | Carta de 4 de Julho de 1905                                | D. Carlos I        | António Pinto de Magalhães | em vida                                                               | extinto | [ 24 ] |
|                                              | Visconde de Aljezur                                                      | Decreto de 15 de Setembro de 1858                          | D. Pedro V         | D. Maria Rita de Noronha | em vida                                                               | extinto | [ 25 ] |
|                                              | Visconde de Almeida                                                      | Decreto de 18 de Janeiro de 1877                           | D. Luís I          | António Tomás Vieira Pinto de Almeida e Silva, 2.º Barão de Almeida                                                                           | em vida                                                               | extinto | [ 26 ] |
|                                              | Visconde de Almeida Araújo                                               | 24 de Setembro de 1898                                     |                    | Joaquim Palhares de Almeida Araújo, 1.º Visconde de Almeida Araújo                                                                            | em vida                                                               | extinto |        |
|                                              | Visconde de Almeida e Vasconcelos                                        | Dezembro de 1908                                           |                    | Raul de Almeida Loureiro e Vasconcelos | em vida                                                               | |        |
|                                              | Visconde de Almeida Garrett                                              | 25 de Junho de 1854                                        |                    | João Baptista da Silva Leitão de Almeida Garrett                                                                                              | em vida                                                               | |        |
|                                              | Visconde de Almeidinha                                                   | 20 de Dezembro de 1865                                     |                    | João Carlos do Amaral Osório de Sousa Pizarro                                                                                                 | em vida                                                               | |        |
|                                              | Visconde de Almendra                                                     | 29 de Novembro de 1870                                     |                    | António de Castilho Falcão de Mendonça | em vida                                                               | |        |
|                                              | Visconde de Alpedriz                                                     | 24 de Setembro de 1891                                     |                    | José Eugénio da Silva | em vida                                                               | extinto |        |
|                                              | Visconde de Alpendurada                                                  | 13 de Maio de 1851                                         |                    | António Vieira de Magalhães, 1.º Barão de Alpendurada                                                                                         | em vida                                                               | extinto |        |
|                                              | Visconde de Alpiarça                                                     | 17 de Setembro de 1887                                     |                    | João de Sousa Falcão | em vida                                                               | extinto |        |
|                                              | Visconde de Altas Moras                                                  | 26 de Fevereiro de 1875                                    |                    | Manuel Quaresma Limpo Pereira de Lacerda | em vida                                                               | extinto |        |
|                                              | Visconde de Alte                                                         | 26 de Novembro de 1851                                     |                    | João Carlos da Franca Horta Teles Machado, depois 1.º Conde de Alte                                                                           | em vida                                                               | extinto |        |
|                                              | Visconde de Alter do Chão                                                | 20 de Novembro de 1886                                     |                    | António Mendo Caldeira de Castel Branco Cotta Falcão                                                                                          | em vida                                                               | extinto |        |
|                                              | Visconde de Alto Dande                                                   | 20 de Abril de 1901                                        |                    | Manuel Pereira Guedes | em vida                                                               | extinto |        |
|                                              | Visconde de Alvalade                                                     | 22 de Junho de 1898                                        |                    | Alfredo Augusto das Neves Holtreman | em vida                                                               | extinto |        |
|                                              | Visconde de Alvelos                                                      | 1908                                                       |                    | José Pinto Rodrigues da Costa | em vida                                                               | |        |
|                                              | Visconde de Alverca                                                      | 15 de Junho de 1816                                        |                    | José António de Sá Pereira | em vida                                                               | |        |
|                                              | Visconde de Alves de Sá                                                  | 1 de Dezembro de 1869                                      |                    | João Maria Alves de Sá | em vida                                                               | extinto |        |
|                                              | Visconde de Alves Machado                                                | 15 de Maio de 1879                                         |                    | Manuel Joaquim Alves Machado, depois 1.º Conde de Alves Machado                                                                               | em vida                                                               | extinto |        |
|                                              | Visconde de Alves Mateus                                                 | 21 de abril de 1904                                        |                    | António Alves Mateus | em vida                                                               | extinto |        |
|                                              | Visconde de Alvor                                                        | 20 de Agosto de 1898                                       |                    | José Joaquim de Serpa | em vida                                                               | extinto |        |
|                                              | Visconde do Ameal                                                        | 22 de Junho de 1901                                        |                    | João de Sande Magalhães Mexia Salema Aires de Campos, depois 2.º Conde do Ameal                                                               | em vida                                                               | |        |
|                                              | Visconde de Amoreira da Torre                                            | 9 de Junho de 1895                                         |                    | Cipriano Justino da Costa Palhinha | em vida                                                               | extinto |        |
|                                              | Visconde de Amoroso Lima                                                 | 20 de Dezembro de 1884                                     |                    | Manuel José Amoroso Lima | em vida                                                               | extinto |        |
|                                              | Visconde do Amparo                                                       | 30 de Outubro de 1853                                      |                    | Rodrigo Barba Alardo de Lencastre e Barros | em vida                                                               | extinto |        |
|                                              | Visconde de Anadia                                                       | 8 de Maio de 1786                                          |                    | João Rodrigues de Sá e Melo, depois 1.º Conde de Anadia                                                                                       | em vida                                                               | extinto |        |
|                                              | Visconde de Andaluz                                                      | 17 de Dezembro de 1811                                     |                    | António Luís de Mariz Sarmento, 1.º Barão de Andaluz                                                                                          | em vida                                                               | sem titular |        |
|                                              | Visconde das Antas                                                       | 16 de Maio de 1838                                         |                    | Francisco Xavier da Silva Pereira, 1.º Barão e Visconde das Antas e depois 1.º Conde das Antas                                                | em vida                                                               | extinto |        |
|                                              | Visconde de Antunes Braga                                                | 30 de Maio de 1908                                         |                    | Joaquim José Antunes Braga | em vida                                                               | extinto |        |
|                                              | Visconde de Araújo                                                       | 18 de Maio de 1868                                         |                    | José Domingues de Araújo | em vida                                                               | extinto |        |
|                                              | Visconde das Arcas                                                       | 1871                                                       |                    | Francisco de Assis Pereira do Lago | em vida                                                               | extinto |        |
|                                              | Visconde de Arcozelo                                                     | 7 de Maio de 1874                                          |                    | Joaquim Teixeira de Castro | em vida                                                               | extinto |        |
|                                              | Visconde de Ariz                                                         | 20 de Maio de 1880                                         |                    | António Joaquim Vieira de Magalhães, depois 1.º Conde de Ariz                                                                                 | em vida                                                               | extinto |        |
|                                              | Visconde de Arneiro                                                      | 17 de Julho de 1870                                        |                    | José Augusto Ferreira da Veiga | em vida                                                               | extinto |        |
|                                              | Visconde de Arneirós                                                     | 23 de Dezembro de 1870                                     |                    | António Pinheiro da Fonseca Osório Vieira da Silva                                                                                            | em vida (renovado)                                                    | extinto |        |
|                                              | Visconde da Arriaga                                                      | 17 de Outubro de 1871                                      |                    | Joaquim Pinto de Magalhães, depois 1.º Conde da Arriaga                                                                                       | em vida                                                               | extinto |        |
|                                              | Visconde de Asseca                                                       | 15 de Janeiro de 1666                                      |                    | Martim Correia de Sá e Benevides Velasco | juro e herdade (com honras de Grandeza)                               | Carolina Maria da Camara Correia de Sá, 12.ª Viscondessa de Asseca |        |
|                                              | Visconde de Asselin                                                      | 5 de Janeiro de 1882                                       |                    | Lucien Asselin | em vida                                                               | extinto |        |
|                                              | Visconde de Assentiz                                                     | 23 de Maio de 1908                                         |                    | André José Ferreira Borges de Proença Vieira                                                                                                  | em vida                                                               | extinto |        |
|                                              | Visconde de Atouguia                                                     | 15 de Março de 1853                                        |                    | António Aloísio Jervis de Atouguia | em vida                                                               | |        |
|                                              | Visconde de Augusto Correia                                              | 1 de Outubro de 1908                                       |                    | José Augusto Correia | em vida                                                               | extinto |        |
|                                              | Visconde de Aurora                                                       | 7 de Setembro de 1878                                      |                    | João Sá Coutinho Costa Sousa Macedo Sotomaior Barreto, depois 1.º Conde de Aurora                                                             | em vida                                                               | extinto |        |
|                                              | Visconde de Avelar                                                       | 4 de Março de 1897                                         |                    | António Gomes de Avelar, depois 1.º Conde de Avelar                                                                                           | em vida                                                               | extinto |        |
|                                              | Visconde de Azarujinha                                                   | 11 de Outubro de 1870                                      |                    | António Augusto Dias de Freitas, depois 1.º Conde de Azarujinha                                                                               | em vida                                                               | extinto |        |
|                                              | Visconde da Azenha                                                       | 3 de Julho de 1823                                         |                    | Martinho Correia de Morais e Castro | em vida                                                               | extinto |        |
|                                              | Visconde de Azevedo                                                      | 19 de Outubro de 1846                                      |                    | Francisco Lopes de Azevedo Velho da Fonseca, depois 1.º Conde de Azevedo                                                                      | em vida                                                               | extinto |        |
|                                              | Visconde de Azevedo e Silva                                              | 3 de Dezembro de 1884                                      |                    | Fernando de Azevedo e Silva, depois 1.º Conde de Azevedo e Silva                                                                              | em vida                                                               | extinto |        |
|                                              | Visconde de Azevedo Ferreira                                             | 30 de Setembro de 1881                                     |                    | António Augusto Dias de Azevedo Ferreira | em vida                                                               | extinto |        |
|                                              | Visconde de Azinheira                                                    | 30 de Dezembro de 1870                                     |                    | Luís Cândido Teixeira de Moura | em vida                                                               | extinto |        |
|                                              | Visconde de Azurara                                                      | 13 de Maio de 1819                                         |                    | João António Salter de Mendonça | em vida                                                               | |        |
|                                              | Visconde de Baçar                                                        | 28 de Janeiro de 1871                                      |                    | Fernando António de Almeida Tavares | em vida (renovado)                                                    | extinto |        |
|                                              | Visconde da Bahía                                                        | 3 de Maio de 1796                                          |                    | Manuel da Piedade Coutinho Pereira de Seabra, depois 1.º Conde da Bahía                                                                       | juro e herdade                                                        | extinto |        |
|                                              | Visconde de Balsemão                                                     | 14 de Agosto de 1801                                       |                    | Luís Pinto de Sousa Coutinho, 11.º Senhor do Morgado de Balsemão                                                                              | juro e herdade                                                        | Vasco Pinto de Sousa Coutinho, 8.º Visconde de Balsemão |        |
|                                              | Visconde do Banho                                                        | 21 de Julho de 1835                                        |                    | Alexandre Tomás de Morais Sarmento | em vida                                                               | |        |
|                                              | Visconde de Barbacena                                                    | 19 de Dezembro de 1671                                     |                    | Afonso Furtado de Castro do Rio e Mendonça | juro e herdade                                                        | extinto |        |
|                                              | Visconde de Barcel                                                       | 7 de Dezembro de 1904                                      |                    | Sancha Augusta de Almeida Pimentel | em vida                                                               | extinto |        |
|                                              | Visconde de Barcelinhos                                                  | 13 de Agosto de 1868                                       |                    | Manuel José de Oliveira | em vida                                                               | |        |
|                                              | Visconde de Bardez                                                       | 26 de Abril de 1894                                        |                    | Inácio Caetano de Carvalho | em vida                                                               | extinto |        |
|                                              | Visconde da Barreira                                                     | 9 de Janeiro de 1902                                       |                    | João Carlos Perdigão da Costa Guerra, 5º Visconde da Barreira                                                                                 | em vida (renovado)                                                    | extinto |        |
|                                              | Visconde do Barreiro                                                     | 3 de Junho de 1870                                         |                    | Francisco da Silva Melo Soares de Freitas | em vida (renovado)                                                    | extinto |        |
|                                              | Visconde dos Barreiros                                                   | 9 de Março de 1882                                         |                    | José da Silva Figueiras | em vida                                                               | extinto |        |
|                                              | Visconde de Barros Lima                                                  | 14 de Dezembro de 1873                                     |                    | Francisco Ribeiro de Faria | em vida                                                               | extinto |        |
|                                              | Visconde da Barrosa                                                      | 9 de Julho de 1892                                         |                    | José Ribeiro de Lima Costa Azevedo | em vida                                                               | extinto |        |
|                                              | Visconde de Barroso                                                      | 1 de Abril de 1880                                         |                    | José Maria Barroso Durão | em vida                                                               | extinto |        |
|                                              | Visconde de Bastos                                                       | 10 de Novembro de 1852                                     |                    | José António de Sousa Basto, depois 1.º Conde da Trindade                                                                                     | em vida (renovado)                                                    | extinto |        |
|                                              | Visconde de Batalha                                                      | 11 de Janeiro de 1504                                      |                    | Matheus Fernandes | juro e herdade                                                        | Luís Miguel Lima Augusto Cardoso Mateus Fernandes-Fernandes, 12.º Visconde de Batalha |        |
|                                              | Visconde de Beire                                                        | 3 de Julho de 1824                                         |                    | Manuel Pamplona Carneiro Rangel Veloso Barreto de Miranda e Figueiroa                                                                         | em vida                                                               | |        |
|                                              | Visconde de Beirós                                                       | 22 de Junho de 1866                                        |                    | António Tristão Correia de Lacerda e Lebrim, depois 1.º Conde de Beirós                                                                       | em vida                                                               | extinto |        |
|                                              | Visconde da Bela Vista                                                   | 27 de Julho de 1870                                        |                    | Rodrigo da Costa Carvalho | em vida                                                               | extinto |        |
|                                              | Visconde de Belfort                                                      | 12 de Setembro de 1872                                     |                    | António Raimundo Teixeira Vieira Belfort | em vida                                                               | extinto |        |
|                                              | Visconde de Belver                                                       | 19 de Março de 1890                                        |                    | Venâncio José Cordeiro | em vida                                                               | extinto |        |
|                                              | Visconde de Benagazil                                                    | 2 de Julho de 1846                                         |                    | Policarpo José Machado | em vida                                                               | extinto |        |
|                                              | Visconde de Benalcanfor                                                  | 14 de Julho de 1870                                        |                    | Ricardo Augusto Pereira Guimarães | em vida                                                               | extinto |        |
|                                              | Visconde de Benavente                                                    | 1890                                                       |                    | Ermelinda Maria Allen de Morais Palmeiro | em vida                                                               | extinto |        |
|                                              | Visconde de Bertiandos                                                   | 22 de Março de 1840                                        |                    | Gonçalo Pereira da Silva de Sousa e Menezes, depois 1.º Conde de Bertiandos                                                                   | em vida                                                               | extinto |        |
|                                              | Visconde de Bessone                                                      | 22 de Outubro de 1870                                      |                    | Tomás Maria Bessone | em vida                                                               | extinto |        |
|                                              | Visconde de Bettencourt                                                  | 13 de Outubro de 1873                                      |                    | João de Bettencourt de Vasconcelos Correia e Ávila                                                                                            | em vida                                                               | |        |
|                                              | Visconde de Bianchi                                                      | 9 de Março de 1993                                         |                    | Augusto César Bianchi, depois 1.º Visconde de Vale Paraíso                                                                                    | em vida                                                               | extinto |        |
|                                              | Visconde de Bischoffsheim                                                | 18 de Dezembro de 1873                                     |                    | Henrique Luis Bischoffsheim | em vida                                                               | extinto |        |
|                                              | Visconde de Bivar                                                        | 1 de Março de 1872                                         |                    | Francisco de Almeida Coelho de Bivar | em vida                                                               | |        |
|                                              | Visconde da Boavista                                                     | 22 de Abril de 1869                                        |                    | Mariano Joaquim de Sousa Feio, depois 1.º Conde da Boavista                                                                                   | em vida                                                               | extinto |        |
|                                              | Visconde de Bóbeda                                                       | 28 de Outubro de 1835                                      |                    | Joaquim de Sousa Quevedo Pizarro | em vida                                                               | extinto |        |
|                                              | Viscondessa do Bom Sucesso                                               | 23 de Março de 1904                                        |                    | Mariana Quintas | em vida                                                               | extinto |        |
|                                              | Visconde de Borges da Silva                                              | 5 de novembro de 1896                                      |                    | Alfredo Borges da Silva | em vida                                                               | extinto |        |
|                                              | Visconde de Borges de Castro                                             | 1 de Junho de 1867                                         |                    | José Ferreira Borges de Castro | em vida                                                               | |        |
|                                              | Visconde da Borralha                                                     | 12 de Julho de 1852                                        |                    | Francisco Caldeira Leitão Pinto de Albuquerque de Brito Moniz                                                                                 | em vida                                                               | extinto |        |
|                                              | Visconde do Botelho                                                      | 20 de Março de 1873                                        |                    | Nuno Gonçalves Botelho de Arruda Soares de Albergaria Coutinho de Gusmão                                                                      | em vida                                                               | |        |
|                                              | Visconde de Botelho de Seabra                                            | 11 de Fevereiro de 1887                                    |                    | Joaquim Pedro de Seabra | em vida                                                               | extinto |        |
|                                              | Visconde de Bouça                                                        | 20 de Agosto de 1877                                       |                    | Sebastião Manuel de Sampaio e Castro | em vida (renovado)                                                    | extinto |        |
|                                              | Visconde de Bouzões                                                      | 17 de Setembro de 1874                                     |                    | Jacinto José de Palma | em vida                                                               | extinto |        |
|                                              | Visconde de Bovieiro                                                     | 7 de Maio de 1874                                          |                    | José Monteiro Guedes Coelho Nobre Mourão, depois 1.º Conde de Bovieiro                                                                        | em vida                                                               | extinto |        |
|                                              | Visconde de Britiande                                                    | 1905                                                       |                    | Vasco Maria Osório Sarmento Coutinho e Castro                                                                                                 | em vida (renovado)                                                    | extinto |        |
|                                              | Visconde de Bruges                                                       | 9 de Fevereiro de 1889                                     |                    | Teotónio de Ornelas Bruges Paim da Câmara, 1.º conde da Vila da Praia da Vitória e 1.º visconde de Bruges                                     | em vida (renovado) - (o 1.º agraciado renunciou publicamente à mercê) | extinto |        |
|                                              | Visconde de Bucelas                                                      | 23 de Agosto de 1870                                       |                    | Cândido José Mourão Garcez Palha | juro e herdade                                                        | extinto |        |
|                                              | Visconde de Bustos                                                       | 9 de Julho de 1908                                         |                    | António Duarte Sereno | em vida                                                               | extinto |        |
|                                              | Visconde do Cabo de Santa Maria                                          | 29 de Novembro de 1898                                     |                    | Francisco Augusto da Silveira e Almeida, depois 1.º Conde do Cabo de Santa Maria                                                              | em vida                                                               | extinto |        |
|                                              | Visconde do Cabo de São Vicente                                          | 7 de Dezembro de 1842                                      |                    | Charles Napier, depois 1.º Conde do Cabo de São Vicente                                                                                       | em vida                                                               | extinto |        |
|                                              | Visconde de Cabrela                                                      | 27 de Agosto de 1897                                       |                    | Júlio Simões Carneiro | em vida                                                               | extinto |        |
|                                              | Visconde de Cacongo                                                      | 1 de Agosto de 1884                                        |                    | João José Rodrigues Leitão | em vida                                                               | extinto |        |
|                                              | Visconde de Caetano Pinto                                                | 3 de Julho de 1891                                         |                    | Joaquim Caetano Pinto, depois 1.º Conde de Caetano Pinto                                                                                      | em vida                                                               | extinto |        |
|                                              | Visconde da Calçada                                                      | 17 de Janeiro de 1871                                      |                    | Diogo de Ornelas do Carvalhal Frazão Figueiroa, depois 1.º Conde da Calçada                                                                   | em vida                                                               | extinto |        |
|                                              | Visconde do Calhariz de Benfica                                          | 7 de Janeiro de 1869                                       |                    | Luis Augusto Martins, depois 1.º Conde do Calhariz de Benfica                                                                                 | em vida                                                               | extinto |        |
| Armas dos Viscondes de Camarate              | Visconde de Camarate                                                     | 25 de Maio de 1870                                         |                    | Hermenegildo Augusto de Faria Blanc | em vida                                                               | extinto |        |
|                                              | Visconde de Campanhã                                                     | 21 de Maio de 1844                                         |                    | Baltazar de Almeida Pimentel, 1.º Barão, Visconde e Conde de Campanhã                                                                         | em vida                                                               | extinto |        |
|                                              | Visconde de Canas                                                        | 29 de Abril de 1865                                        |                    | D. José Maria de Vasconcelos Azevedo Silva e Carvajal, depois 1.º Visconde e Conde de Quinta das Canas                                        | em vida                                                               | extinto |        |
|                                              | Visconde de Caneças                                                      | Século XIX                                                 |                    | D. Francisco Vieira Caldas | em vida                                                               | extinto |        |
|                                              | Visconde de Canelas                                                      | 3 de Julho de 1823                                         |                    | António da Silveira Pinto da Fonseca | em vida                                                               | extinto |        |
| Armas do Visconde de Cantim                  | Visconde de Cantim                                                       | 16 de Julho de 1904                                        |                    | Manuel Francisco Penetra | em vida                                                               | extinto |        |
|                                              | Visconde da Capelinha                                                    | 22 de Abril de 1870                                        |                    | Manuel Joaquim Tavares Pais de Sousa, 1.º Barão da Capelinha                                                                                  | em vida                                                               | extinto |        |
|                                              | Visconde de Carcavelos                                                   | 2 de Outubro de 1879                                       |                    | Francisco de Campos de Azevedo Soares, depois 1.º Conde de Carcavelos                                                                         | em vida (renovado)                                                    | extinto |        |
|                                              | Visconde de Cardoso da Silva                                             | 24 de Setembro de 1892                                     |                    | Manuel Cardoso da Silva | em vida                                                               | extinto |        |
|                                              | Visconde de Caria                                                        | 21 de Junho de 1869                                        |                    | José Homem Machado Figueiredo Leitão, 1.º Barão, Visconde e Conde de Caria                                                                    | em vida                                                               | extinto |        |
|                                              | Visconde de Carnaxide                                                    | 24 de Março de 1898                                        |                    | António Baptista de Sousa | em vida (renovado)                                                    | extinto |        |
|                                              | Visconde de Carnide                                                      | 17 de Maio de 1871                                         |                    | José Street de Arriaga e Cunha | em vida                                                               | extinto |        |
|                                              | Visconde de Carregoso                                                    | 27 de Março de 1869                                        |                    | António Gomes Brandão | em vida                                                               | extinto |        |
|                                              | Visconde da Carreira                                                     | 1 de Dezembro de 1834                                      |                    | Luís António de Abreu e Lima, depois 1.º Conde da Carreira                                                                                    | em vida (renovado)                                                    | extinto |        |
|                                              | Visconde de Carriche                                                     | 14 de Agosto de 1878                                       |                    | Isidoro Tomás de Moura Carvalho | em vida                                                               | extinto |        |
|                                              | Visconde do Cartaxo                                                      | 12 de Junho de 1860                                        |                    | Luís Teixeira de Sampaio | em vida (renovado)                                                    | extinto |        |
|                                              | Visconde de Carvalhais                                                   | 3 de Junho de 1889                                         |                    | João José Xavier do Carvalhal Esmeraldo, depois 1.º Conde do Carvalhal                                                                        | em vida                                                               | extinto |        |
|                                              | Visconde de Carvalhido                                                   | 28 de Abril de 1883                                        |                    | Luís Augusto Ferreira de Almeida, depois 1.º Conde de Carvalhido                                                                              | em vida (renovado)                                                    | extinto |        |
|                                              | Visconde de Carvalho                                                     | 17 de Maio de 1859                                         |                    | Virgílio Augusto Ribeiro de Carvalho | em vida                                                               | extinto |        |
|                                              | Visconde de Carvalho Moreira                                             | 26 de Junho de 1891                                        |                    | Cândida de Carvalho Moreira | em vida                                                               | extinto |        |
|                                              | Visconde de Casa Branca                                                  | 30 de Junho de 1887                                        |                    | Alexandre César Mimoso | em vida (renovado)                                                    | Francisco Alexandre Corrêa Figueira de Bettencourt Mimoso de França, 3.º Visconde de Casa Branca |        |
|                                              | Visconde de Castanheira de Pera                                          | 27 de Janeira de 1881                                      |                    | António Alves Bebiano | em vida                                                               | extinto |        |
|                                              | Visconde de Castedo                                                      | 16 de Abril de 1891                                        |                    | António Arnaldo Pinto Vilar de Sousa | em vida                                                               | extinto |        |
|                                              | Visconde de Castelo                                                      | 14 de Março de 1889                                        |                    | José Joaquim Lopes Cardoso | em vida                                                               | extinto |        |
|                                              | Visconde de Castelo Alvo                                                 | 26 de Novembro de 1873                                     |                    | José Carlos Alkain | em vida                                                               | extinto |        |
|                                              | Visconde de Castelo Branco (Antigo)                                      | Século XVII                                                |                    | D. Pedro de Castelo-Branco da Cunha, 1.º Conde e 12º Senhor de Pombeiro                                                                       | em vida                                                               | extinto |        |
|                                              | Visconde de Castelo Branco (Moderno)                                     | 5 de Julho de 1851                                         |                    | João da Fonseca Coutinho e Castro de Refóios                                                                                                  | em vida                                                               | |        |
|                                              | Visconde de Castelo da Lousã                                             | 22 de Março de 1881                                        |                    | José António de Carvalho | em vida                                                               | extinto |        |
|                                              | Visconde do Castelo de Borges                                            | 17 de Junho de 1869                                        |                    | José Borges Pinto de Carvalho | em vida                                                               | extinto |        |
|                                              | Visconde de Castelo Novo                                                 | 10 de Outubro de 1870                                      |                    | António Pedro Correia da Silva de Sampaio de Melo e Castro                                                                                    | em vida                                                               | extinto |        |
| Brasão dos Viscondes de Castelões            | Visconde de Castelões                                                    | 7 de Maio de 1851                                          |                    | Flórido Rodrigues Pereira Ferraz | em vida                                                               | extinto |        |
|                                              | Visconde de Castilho                                                     | 25 de Maio de 1870                                         |                    | António Feliciano de Castilho | em vida                                                               | extinto |        |
|                                              | Visconde de Castro                                                       | 23 de Dezembro de 1848                                     |                    | José Joaquim Gomes de Castro | em vida                                                               | |        |
|                                              | Visconde de Castro e Sola                                                | 13 de Março de 1889                                        |                    | Aires Frederico de Castro e Sola, 1.º Conde de Castro Sola                                                                                    | em vida                                                               | extinto |        |
|                                              | Visconde de Castro Guedes                                                | 6 de Novembro de 1862                                      |                    | Augusto Sebastião de Castro Guedes | em vida                                                               | extinto |        |
|                                              | Visconde de Castro Guidão                                                | 2 de Junho de 1898                                         |                    | Carlos Bráulio Norberto de Castro Guidão | em vida                                                               | extinto |        |
|                                              | Visconde de Castro Silva                                                 | 13 de Maio de 1851                                         |                    | António José de Castro Silva | em vida                                                               | extinto |        |
|                                              | Visconde de Cauípe                                                       | 1 de Março de 1873                                         |                    | Severiano Ribeiro da Cunha | em vida                                                               | extinto |        |
|                                              | Visconde de Cedofeita                                                    | 15 de Julho de 1869                                        |                    | Henrique Coelho de Sousa, 1.º Conde de Cedofeita                                                                                              | em vida                                                               | extinto |        |
|                                              | Visconde do Cercal                                                       | 13 de Março de 1867                                        |                    | Alexandrino António de Melo, 1.º Barão de Cercal                                                                                              | em vida                                                               | extinto |        |
|                                              | Visconde de Chabert                                                      | 8 de Setembro de 1905                                      |                    | Gabriel Chabert | em vida                                                               | extinto |        |
|                                              | Visconde de Champalimaud-Duff                                            | 23 de Junho de 1894                                        |                    | Roberto Alfredo Champalimaud French Duff | em vida                                                               | extinto |        |
|                                              | Visconde de Chanceleiros                                                 | 13 de Setembro de 1865                                     |                    | Sebastião José de Carvalho | em vida                                                               | extinto |        |
|                                              | Visconde da Charruada                                                    | 25 de Janeiro de 1855                                      |                    | Francisco Jaime Quintela | em vida                                                               | |        |
|                                              | Visconde dos Cidraes                                                     | 27 de Novembro de 1894                                     |                    | Adolfo Augusto Juzarte Rollo | em vida                                                               | extinto |        |
|                                              | Visconde de Condeixa 1.ª Criação                                         | 30 de Dezembro de 1811                                     |                    | Pedro Maria Xavier de Ataíde e Melo, 1.º Barão de Condeixa                                                                                    | em vida                                                               | extinto |        |
|                                              | Visconde de Condeixa 2.ª Criação                                         | 1835                                                       |                    | Heliodoro Jacinto de Araújo Carneiro Alvelos                                                                                                  | em vida                                                               | extinto |        |
|                                              | Visconde de Condeixa 3.ª Criação                                         | 30 de Setembro de 1851                                     |                    | João Maria Colaço de Magalhães Velasques Sarmento                                                                                             | em vida (renovado)                                                    | extinto |        |
|                                              | Visconde de Coriscada                                                    | 14 de Setembro de 1870                                     |                    | Francisco Joaquim da Silva Campos Melo | em vida                                                               | extinto |        |
|                                              | Visconde de Correia Botelho                                              | 18 de Junho de 1885                                        |                    | Camilo Castelo Branco | em vida (renovado)                                                    | extinto |        |
|                                              | Visconde de Correia Godinho                                              | 17 de Agosto de 1865                                       |                    | José Correia Godinho da Costa | em vida                                                               | extinto |        |
|                                              | Visconde da Córte                                                        | 28 de Novembro de 1872                                     |                    | Manuel Eleutério de Castro Ribeiro | em vida (renovado)                                                    | sem titular |        |
|                                              | Visconde de Cortegaça                                                    | 2 de Maio de 1907                                          |                    | António de Abreu de Lima Pereira Coutinho | em vida (renovado)                                                    | Francisco Maria de Magalhães Pereira Coutinho, 3.º Visconde de Cortegaça |        |
|                                              | Visconde de Coruche                                                      | 16 de Novembro de 1876                                     |                    | Caetano da Silva Luz | Honras de Grandeza em vida (renovado)                                 | Jean José da Luz Coruche, 5.º Visconde de Coruche |        |
|                                              | Visconde da Corujeira                                                    | 20 de Setembro de 1890                                     |                    | Reinaldo Augusto Pinheiro da Costa e Silva | em vida                                                               | extinto |        |
|                                              | Visconde da Costa                                                        | 6 de Fevereiro de 1826                                     |                    | Francisco Guedes de Carvalho e Menezes da Costa, Senhor da Casa da Costa                                                                      | em vida                                                               | extinto |        |
|                                              | Visconde de Costa Franco                                                 | 19 de Março de 1891                                        |                    | Jorge da Costa Franco | em vida                                                               | extinto |        |
|                                              | Visconde de Costa Veiga                                                  | 31 de Março de 1881                                        |                    | António Xavier da Costa Veiga | em vida                                                               | extinto |        |
|                                              | Visconde da Covilhã                                                      | 16 de Dezembro de 1862                                     |                    | Margarida Cândida Pereira Navarro Pessoa de Amorim                                                                                            | em vida                                                               | extinto |        |
|                                              | Visconde da Cruz Alta                                                    | 15 de Fevereiro de 1873                                    |                    | Joaquim Francisco Dutra Júnior | em vida                                                               | extinto |        |
|                                              | Visconde de Cunha Matos                                                  | 14 de Janeiro de 1892                                      |                    | Raimundo de Mendia y Cunha Matos, depois 1.º Conde de Cunha Matos                                                                             | em vida                                                               | extinto |        |
|                                              | Visconde de Damão                                                        | 19 de Outubro de 1900                                      |                    | Constantino Diógenes Mascarenhas | em vida                                                               | extinto |        |
|                                              | Visconde de Daupias                                                      | 2 de Novembro de 1876                                      |                    | Pedro Eugénio Daupias, 1.º Conde de Daupias                                                                                                   | em vida                                                               | extinto |        |
|                                              | Visconde de Denfert-Rochereau                                            | 16 de Dezembro de 1885                                     |                    | Eugénie de Denfert-Rochereau | em vida                                                               | extinto |        |
|                                              | Visconde do Desterro                                                     | 15 de Fevereiro de 1871                                    |                    | José Joaquim Ferreira do Vale | em vida                                                               | extinto |        |
|                                              | Visconde das Devezas                                                     | 23 de Julho de 1879                                        |                    | António Joaquim Borges de Castro | em vida                                                               | extinto |        |
|                                              | Visconde de Dominguizo                                                   | 2 de Agosto de 1871                                        |                    | Teresa Alexandra de Almeida Pais Castelo Branco                                                                                               | em vida                                                               | extinto |        |
|                                              | Visconde de Duprat                                                       | 12 de Julho de 1870                                        |                    | Alfredo Duprat | em vida (renovado)                                                    | extinto |        |
|                                              | Visconde de Dupuy d'Angeac                                               | 1 de Dezembro de 1892                                      |                    | Léon Gabriel Dupuy d'Angeac | em vida                                                               | |        |
|                                              | Visconde de Elvas                                                        | 15 de Agosto de 1827                                       |                    | Carlos Frederico Bernardo de Caula | juro e herdade                                                        | extinto |        |
|                                              | Visconde de Ephrussi                                                     | 24 de Julho de 1885                                        |                    | Miguel Ephrussi, depois 1.º Conde de Ephrussi                                                                                                 | em vida                                                               | extinto |        |
|                                              | Visconde da Ermida                                                       | 9 de Outubro de 1872                                       |                    | António Ferreira Silva Brito | em vida (renovado)                                                    | extinto |        |
|                                              | Visconde de Ervedal                                                      | 19 de Julho de 1870                                        |                    | D. João Pedro Maria Lobo de Castro Pimentel Padilha                                                                                           | em vida (com honras de Grandeza)                                      | extinto |        |
|                                              | Visconde do Ervedal da Beira                                             | 9 de Novembro de 1893                                      |                    | Sebastião Carlos da Costa Brandão e Albuquerque                                                                                               | em vida                                                               | |        |
|                                              | Visconde de Ervedosa                                                     | 13 de Maio de 1815                                         |                    | António Correia de Castro Sepúlveda | em vida                                                               | extinto |        |
|                                              | Visconde da Ervideira                                                    | 11 de Março de 1886                                        |                    | José Perdigão Rosado de Carvalho, depois 1.º Conde de Ervideira                                                                               | em vida                                                               | extinto |        |
|                                              | Visconde da Esperança                                                    | 20 de Julho de 1852                                        |                    | José Maria Barahona Fragoso Cordovil Gama Lobo, depois 1.º Conde da Esperança                                                                 | em vida (renovado)                                                    | extinto |        |
|                                              | Visconde de Espinhal                                                     | 11 de Julho de 1868                                        |                    | Maria da Piedade de Melo Sampaio Salazar | em vida                                                               | extinto |        |
|                                              | Visconde de Espinhosa                                                    | 24 de Dezembro de 1896                                     |                    | Joaquim Moreira de Melo | em vida                                                               | extinto |        |
|                                              | Visconde de Estói                                                        | 4 de Janeiro de 1906                                       |                    | José Francisco da Silva, 1.º Barão de Silva Nunes                                                                                             | em vida                                                               | extinto |        |
|                                              | Visconde da Estrela                                                      | 17 de Janeiro de 1854                                      |                    | Joaquim Manuel Monteiro, 1.º Barão, Visconde e Conde da Estrela                                                                               | em vida                                                               | extinto |        |
|                                              | Visconde de Estremoz                                                     | 12 de Outubro de 1810                                      |                    | Bernardo Ramires Esquível, 1.º Barão de Arruda (Antigo)                                                                                       | em vida                                                               | extinto |        |
|                                              | Visconde da Falcarreira                                                  | 12 de Novembro de 1878                                     |                    | Pompílio Augusto Gonçalves de Azevedo Franco                                                                                                  | em vida                                                               | extinto |        |
|                                              | Visconde de Faria                                                        | 1885                                                       |                    | Augusto de Faria | em vida (renovado)                                                    | Francisco Maria Barreiros Arrobas da Silva, 3.º Visconde de Faria |        |
|                                              | Visconde de Faria e Maia                                                 | 16 de Abril de 1891                                        |                    | Francisco Machado de Faria e Maia | em vida (renovado)                                                    | extinto |        |
|                                              | Visconde de Faria Machado                                                | 16 de Novembro de 1905                                     |                    | José Fernandes de Faria Machado | em vida                                                               | extinto |        |
|                                              | Visconde de Faria Pinho                                                  | 8 de Agosto de 1889                                        |                    | Joana Benedita de Faria Pinho e Vasconcelos Soares de Albergaria                                                                              | em vida                                                               | extinto |        |
|                                              | Visconde de Faro                                                         | 1 de Agosto de 1870                                        |                    | Frederico Leão Cabreira de Brito Alvelos Drago Valente                                                                                        | em vida                                                               | extinto |        |
|                                              | Visconde de Faro e Oliveira                                              | 23 de Abril de 1891                                        |                    | Luís de Faro e Oliveira | em vida (renovado)                                                    | extinto |        |
|                                              | Visconde da Feitosa                                                      | 13 de Maio de 1879                                         |                    | João Manuel Fernandes Feitosa, depois 1.º Conde da Feitosa                                                                                    | em vida                                                               | extinto |        |
|                                              | Visconde de Ferreira                                                     | 22 de Junho de 1843                                        |                    | Joaquim Ferreira dos Santos, 1.º Barão, Visconde e Conde de Ferreira                                                                          | em vida                                                               | extinto |        |
|                                              | Visconde de Ferreira Alves                                               | 6 de Junho de 1870                                         |                    | José Ferreira Alves | em vida                                                               | extinto |        |
|                                              | Visconde de Ferreira de Abreu                                            | 1908                                                       |                    | Luís Ferreira de Abreu | em vida                                                               | extinto |        |
|                                              | Visconde de Ferreira de Almeida                                          | 4 de Abril de 1891                                         |                    | Luís Augusto Ferreira de Almeida | em vida                                                               | extinto |        |
|                                              | Visconde de Ferreira do Alentejo                                         | 12 de Março de 1885                                        |                    | José Joaquim Gomes de Vilhena | em vida                                                               | extinto |        |
|                                              | Visconde de Ferreira Lima                                                | 15 de Janeiro de 1880                                      |                    | José António Ferreira Lima | em vida (sempre renovado até à actualidade)                           | José Manuel Anciães Ferreira de Lima, 5.º Visconde de Ferreira de Lima |        |
|                                              | Visconde de Ferreira Pinto                                               | 6 de Abril de 1893                                         |                    | César Ferreira Pinto | em vida                                                               | extinto |        |
|                                              | Visconde de Ferreri                                                      | 21 de Novembro de 1878                                     |                    | Adriano Augusto Brandão de Sousa Ferreri | em vida                                                               | extinto |        |
|                                              | Visconde de Ferrocinto                                                   | 17 de Julho de 1879                                        |                    | José Maria de Vasconcelos Serrão | em vida                                                               | extinto |        |
|                                              | Visconde de Fervença                                                     | 1905                                                       |                    | Carlos Alberto Machado Pais de Araújo Felgueiras Gayo                                                                                         | em vida                                                               | extinto |        |
|                                              | Visconde de Figanière                                                    | 25 de Maio de 1870                                         |                    | Frederico Francisco Stuart de Figanière e Morão                                                                                               | em vida                                                               | extinto |        |
|                                              | Visconde de Figueiredo                                                   | 15 de Dezembro de 1862                                     |                    | Joaquim José de Figueiredo | em vida                                                               | extinto |        |
|                                              | Visconde de Fijô                                                         | 31 de Dezembro de 1902                                     |                    | António de Castro Pereira Corte-Real, depois 1.º Conde de Fijô                                                                                | em vida (renovado)                                                    | extinto |        |
|                                              | Visconde das Fontainhas                                                  | 31 de Julho de 1865                                        |                    | José Cordeiro Feyo | em vida (renovado)                                                    | João Carlos Rosado de Feyo Folque, 2.º Visconde das Fontainhas |        |
|                                              | Visconde de Fonte Arcada                                                 | 6 de Fevereiro de 1671                                     |                    | Pedro Jaques de Magalhães | juro e herdade                                                        | extinto |        |
|                                              | Visconde da Fonte Boa                                                    | 8 de Setembro de 1845                                      |                    | Joaquim Augusto Burlamaqui Marecos, 1.º Barão da Fonte Boa                                                                                    | em vida (sempre renovado até à actualidade)                           | Fernando Luis Roquete Côrte-Real, 6.º Visconde de Fonte Boa |        |
|                                              | Visconde da Fonte do Mato                                                | 13 de Novembro de 1873                                     |                    | Bartolomeu Álvaro da Cunha Silveira de Bettencourt                                                                                            | em vida                                                               | extinto |        |
|                                              | Visconde da Fonte Nova                                                   | 10 de Março de 1842                                        |                    | Barão, Visconde e Conde da Fonte Nova | em vida                                                               | extinto |        |
|                                              | Visconde de Fornos de Algodres                                           | 30 de Setembro de 1851                                     |                    | João Maria de Abreu Castelo-Branco, depois 1.º Conde de Fornos de Algodres                                                                    | por duas vidas                                                        | extinto |        |
|                                              | Visconde de Fouquier                                                     | 16 de Agosto de 1895                                       |                    | Eugénie Pierre Fouquier | em vida                                                               | extinto |        |
|                                              | Visconde da Foz                                                          | 15 de Setembro de 1855                                     |                    | Gil Guedes Correia de Queiroz, 1.º Barão, Visconde e Conde da Foz                                                                             | em vida                                                               | extinto |        |
|                                              | Visconde de Foz de Arouce                                                | 14 de Agosto de 1886                                       |                    | Francisco Augusto Furtado de Mesquita Paiva Pinto, depois 1.º Conde de Foz de Arouce                                                          | em vida                                                               | extinto |        |
|                                              | Visconde de Fragosela                                                    | 25 de Maio de 1870                                         |                    | José Pereira de Loureiro | em vida                                                               | extinto |        |
|                                              | Visconde de Fraião                                                       | 7 de Junho de 1900                                         |                    | Francisco Manuel de Oliveira Carvalho | em vida                                                               | extinto |        |
|                                              | Visconde de Franco e Almodôvar                                           | 23 de Setembro de 1875                                     |                    | Emílio Ernesto de Franco, depois 1.º Conde e Marquês de Franco e Almodôvar                                                                    | em vida                                                               | extinto |        |
|                                              | Visconde de Francos                                                      | 30 de Junho de 1854                                        |                    | Fernando da Fonseca Mesquita e Sola, 1.º barão de Francos                                                                                     | em vida (renovado)                                                    | José Rêgo de Castro e Solla Moniz, 4.º visconde de Francos |        |
|                                              | Visconde do Freixo                                                       | 1 de Agosto de 1872                                        |                    | António Afonso Velado, 1.º Barão do Freixo | em vida                                                               | extinto |        |
|                                              | Visconde de Gama                                                         | 3 de Fevereiro de 1882                                     |                    | Sebastião António Peixoto da Gama | em vida                                                               | extinto |        |
|                                              | Visconde de Gameiro                                                      | 20 de Agosto de 1851                                       |                    | Camila Leonor Júlia Gameiro | em vida                                                               | extinto |        |
|                                              | Visconde da Gândara                                                      | 8 de Julho de 1886                                         |                    | António Correia de Magalhães Ribeiro | em vida                                                               | extinto |        |
|                                              | Visconde da Gandarinha                                                   | 30 de Janeiro de 1879                                      |                    | Sebastião Pinto Leite, depois 1.º Conde de Penha Longa                                                                                        | em vida                                                               | extinto |        |
|                                              | Visconde de Garcez                                                       | 23 de Janeiro de 1874                                      |                    | José Garcês Pinto de Madureira, 2º Barão da Várzea do Douro                                                                                   | em vida                                                               | extinto |        |
|                                              | Visconde de Gay                                                          | 28 de Setembro de 1890                                     |                    | Joseph Gay | em vida                                                               | extinto |        |
|                                              | Visconde de Gemunde                                                      | 11 de Junho de 1896                                        |                    | António Luis Mendes | em vida                                                               | extinto |        |
|                                              | Visconde de Geraz do Lima                                                | 27 de Abril de 1835                                        |                    | Luís do Rego Barreto | em vida (renovado)                                                    | José Guilherme Salgado de Goes, 3.º Visconde de Geraz do Lima |        |
|                                              | Visconde do Gerês                                                        | 28 de Agosto de 1876                                       |                    | Guilherme José de Barros | em vida                                                               | extinto |        |
|                                              | Visconde de Gião                                                         | 18 de Maio de 1891                                         |                    | Joaquim José Gião | em vida                                                               | extinto |        |
|                                              | Visconde de Giraúl                                                       | 18 de Maio de 1899                                         |                    | Joaquim Bernardo Cardoso Botelho da Costa | em vida (sempre renovado até à actualidade)                           | Guilherme César Pestana Botelho da Costa, 4.º Visconde de Giraúl |        |
|                                              | Visconde de Girod                                                        | 13 de Janeiro de 1881                                      |                    | Pierre Francisco Gustavo Girod | em vida                                                               | extinto |        |
|                                              | Visconde de Godim                                                        | 11 de Maio de 1876                                         |                    | António Casimiro Cardoso da Silva | em vida (renovado)                                                    | extinto |        |
|                                              | Visconde de Goguel                                                       | 13 de Março de 1890                                        |                    | Charles Goguel | em vida                                                               | extinto |        |
|                                              | Visconde de Gomes Pinto                                                  | 1908                                                       |                    | João Gomes Pinto | em vida                                                               | extinto |        |
|                                              | Visconde de Gomiei                                                       | 1891                                                       |                    | Francisco Bento Alexandre de Figueiredo Magalhães, depois 1.º Conde de Figueiredo de Magalhães                                                | em vida                                                               | extinto |        |
|                                              | Visconde de Gonçalves de Freitas                                         | 1901                                                       |                    | Pedro Maria Gonçalves de Freitas | em vida                                                               | extinto |        |
|                                              | Visconde de Gonçalves Pinto                                              | 25 de Outubro de 1893                                      |                    | José Gonçalves Pinto | em vida                                                               | extinto |        |
|                                              | Visconde de Gondoriz                                                     | 14 de Março de 1891                                        |                    | João Caetano Gonçalves Viana, 1.º Barão de Gondoriz                                                                                           | em vida                                                               | extinto |        |
|                                              | Visconde de Gouveia                                                      | 10 de Abril de 1848                                        |                    | José Freire Pimentel Mesquita Vasconcelos | em vida (renovado)                                                    | extinto |        |
|                                              | Visconde da Graça                                                        | 25 de Agosto de 1870                                       |                    | Jorge Croft | em vida (renovado)                                                    | extinto |        |
|                                              | Visconde da Graceira                                                     | 1 de Julho de 1866                                         |                    | José Rodrigues de Faria | em vida (renovado)                                                    | extinto |        |
|                                              | Visconde da Graciosa                                                     | D. Maria II 5 de Fevereiro de 1840                         |                    | Fernando Afonso Giraldes de Melo Sampaio Pereira, 1.º visconde, conde e marquês da Graciosa                                                   | vitalício                                                             | extinto (título elevado a Conde e Marquês) |        |
|                                              | Visconde da Gramosa                                                      | 24 de Abril de 1879                                        |                    | António José Pinto da Costa Rebelo | em vida (renovado)                                                    | Joaquim Guilherme da Costa Rebelo da Cunha Reis, 3.º Visconde da Gramosa |        |
|                                              | Visconde da Granja                                                       | 13 de Agosto de 1847                                       |                    | António Barreto Ferraz de Vasconcelos | em vida (renovado)                                                    | extinto |        |
|                                              | Visconde da Granja do Tedo                                               | 17 de Janeiro de 1890                                      |                    | António Cardoso de Melo Lacerda de Magalhães                                                                                                  | em vida                                                               | extinto |        |
|                                              | Visconde de Granjão                                                      | 24 de Abril de 1879                                        |                    | António Botelho Teixeira, 1.º Barão de Granjão                                                                                                | em vida                                                               | extinto |        |
|                                              | Visconde de Guedes                                                       | 19 de Dezembro de 1867                                     |                    | Francisco Guedes de Carvalho e Menezes da Costa, depois 2º Conde da Costa                                                                     | em vida                                                               | extinto |        |
|                                              | Visconde de Guedes Teixeira                                              | 23 de Janeiro de 1874                                      |                    | José Augusto Guedes Teixeira | em vida                                                               | extinto |        |
|                                              | Visconde de Guiães                                                       | 26 de Julho de 1850                                        | D. Maria II        | José Taveira Pimentel Carvalho Menezes | em vida (renovado)                                                    | D. Bernardo João da Silveira de Vasconcelos e Sousa, 9.º Marquês de Castelo Melhor, 11.º Conde da Calheta, 6.º Conde de Castelo Melhor, 4.º Visconde da Várzea, 3.º Visconde de Guiães e 2.º Visconde de Pinheiro |        |
|                                              | Visconde de Guilhofrei                                                   | 1908                                                       |                    | José Joaquim da Silva Guimarães | em vida                                                               | extinto |        |
|                                              | Visconde de Guilhomil                                                    | 16 de Julho de 1890                                        |                    | José Gerardo Coelho Vieira Pinto do Vale Peixoto de Vilas-Boas                                                                                | em vida (renovado)                                                    | extinto |        |
|                                              | Visconde de Guinfões                                                     | 13 de Julho de 1895                                        |                    | Joaquim Carlos da Silva | em vida                                                               | extinto |        |
|                                              | Visconde de Guimaran                                                     | 22 de Outubro de 1844                                      |                    | Fernando de Araújo e Silva | em vida                                                               | D. Fernando de Benito Alas |        |
|                                              | Visconde de Gumiei                                                       | de 1891                                                    |                    | Francisco Bento Alexandre de Figueiredo Magalhães                                                                                             | em vida                                                               | O título foi posteriormente alterado para visconde de Ferreira Magalhães. |        |
|                                              | Visconde de Hamilton                                                     | 23 de Maio de 1907                                         |                    | Hamilton José Pires | em vida                                                               | extinto |        |
|                                              | Visconde de Horncastle                                                   | 14 de Dezembro de 1895                                     |                    | Walter Radcliffe Horncastle | em vida                                                               | extinto |        |
|                                              | Visconde de Idanha                                                       | 7 de Junho de 1894                                         |                    | Francisco Moreira Freire Correia Manuel Torres de Aboim                                                                                       | em vida (renovado)                                                    | extinto |        |
|                                              | Visconde de Itacolumi                                                    | 28 de Outubro de 1875                                      |                    | José Ferreira da Silva Júnior, depois 1.º Conde de Itacolumi                                                                                  | em vida                                                               | extinto |        |
|                                              | Visconde de Itaguaí                                                      | 10 de Maio de 1819                                         |                    | Isabel Sill | em vida                                                               | extinto |        |
|                                              | Visconde de Itaguí do Norte                                              | 24 de Dezembro de 1879                                     |                    | José Maria da Silva | em vida                                                               | extinto |        |
|                                              | Visconde da Junqueira                                                    | 7 de Outubro de 1851                                       |                    | José Dias Leite Sampaio, 1.º Barão da Junqueira                                                                                               | em vida                                                               | extinto |        |
|                                              | Visconde de Juromenha                                                    | 17 de Dezembro de 1815                                     |                    | António de Lemos Pereira de Lacerda Delgado                                                                                                   | em vida (renovado)                                                    | extinto |        |
|                                              | Visconde de Laborim                                                      | 1 de Outubro de 1835                                       |                    | José Joaquim Gerardo de Sampaio, depois 1.º Conde de Laborim                                                                                  | em vida                                                               | extinto |        |
|                                              | Visconde de Lagoa                                                        | 2 de Julho de 1861                                         |                    | Eugénio Dionísio Mascarenhas Grade | em vida (renovado)                                                    | extinto |        |
|                                              | Visconde de Lagoaça                                                      | 2 de Novembro de 1859                                      |                    | António José Antunes Navarro, depois 1.º Conde de Lagoaça                                                                                     | em vida (renovado)                                                    | extinto |        |
|                                              | Visconde dos Lagos                                                       | 4 de Abril de 1891                                         |                    | José Luis Ferreira Rodrigues Júnior | em vida (renovado)                                                    | extinto |        |
|                                              | Visconde de Lajeosa                                                      | 7 de Julho de 1869                                         |                    | José Leite Pereira de Melo | em vida                                                               | extinto |        |
|                                              | Visconde de Lançada                                                      | 10 de Janeiro de 1849                                      |                    | Manuel Inácio de Sampaio e Pina Freire | em vida (sempre renovado até à actualidade)                           | D. Alexandre de Sousa e Holstein Beck, 4.º Visconde de Lançada |        |
|                                              | Visconde de Lancastre                                                    | 20 de Agosto de 1866                                       |                    | D. António Manuel de Saldanha e Lancastre, depois 1.º conde de Lancastre                                                                      | em vida                                                               | extinto |        |
|                                              | Visconde de Landal                                                       | 22 de Dezembro de 1887                                     |                    | Julião Casimiro Ferreira | em vida (renovado)                                                    | extinto |        |
|                                              | Visconde da Lapa                                                         | 8 de Fevereiro de 1805                                     |                    | José de Almeida e Vasconcelos, 1.º Barão de Mossâmedes                                                                                        | em vida (renovado)                                                    | extinto |        |
|                                              | Visconde das Laranjeiras                                                 | 10 de Junho de 1870                                        |                    | António Manuel de Medeiros da Costa Canto e Albuquerque, 2º barão das Laranjeiras                                                             | em vida (renovado)                                                    | extinto |        |
|                                              | Visconde de Las Casas                                                    | 1 de Agosto de 1872                                        |                    | Félix de Las Casas | em vida                                                               | extinto |        |
|                                              | Visconde de Leceia                                                       | 26 de Julho de 1861                                        |                    | José Pedro Celestino Soares | em vida (renovado)                                                    | extinto |        |
|                                              | Visconde de Leiria                                                       | 20 de Outubro de 1862                                      |                    | José de Vasconcelos Bandeira de Lemos, 1.º barão de Leiria                                                                                    | em vida (renovado)                                                    | extinto |        |
|                                              | Visconde de Leite Perry                                                  | 24 de Outubro de 1895                                      |                    | José Bressane Leite Perry | em vida                                                               | extinto |        |
|                                              | Visconde de Lemos                                                        | 29 de Março de 1854                                        |                    | António Pinto de Seixas Pereira de Lemos | em vida                                                               | extinto |        |
|                                              | Visconde de Lengruber                                                    | 18 de Maio de 1891                                         |                    | José Batista Lengruber | em vida                                                               | extinto |        |
|                                              | Visconde de Leopoldina                                                   | 19 de Setembro de 1890                                     |                    | Henrique Lowndes, depois 1.º Conde de Leopoldina                                                                                              | em vida                                                               | extinto |        |
|                                              | Visconde de Lindoso                                                      | 27 de Outubro de 1863                                      | Luís I de Portugal | João Peixoto da Silva Almeida Macedo e Carvalho, 1.º Visconde, Conde e Marquês de Lindoso                                                     | em vida (renovado)                                                    | extinto |        |
|                                              | Visconde da Lobata                                                       | 17 de Março de 1871                                        |                    | João António de Macedo Araújo e Costa, 1.º Barão, Visconde e Conde da Lobata                                                                  | em vida                                                               | extinto |        |
|                                              | Visconde de Loureiro                                                     | 17 de Fevereiro de 1866                                    |                    | Luís de Loureiro Queirós Cardoso do Couto Leitão                                                                                              | em vida (renovado)                                                    | extinto |        |
|                                              | Visconde de Loures                                                       | 13 de Maio de 1851                                         |                    | Ângelo Francisco Carneiro | em vida (renovado)                                                    | extinto |        |
|                                              | Visconde da Lourinhã                                                     | 30 de Março de 1777                                        |                    | Manuel Bernardo de Melo e Castro | em vida (renovado)                                                    | sem titular |        |
|                                              | Visconde de Lousada                                                      | 26 de Outubro de 1887                                      |                    | Luís Pinto Coelho Soares de Moura | em vida                                                               | extinto |        |
|                                              | Visconde de Luzares                                                      | 24 de Julho de 1883                                        |                    | António Maria de Faria França | em vida                                                               | extinto |        |
|                                              | Visconde de Macedo de Cavaleiros                                         | 19 de Setembro de 1890                                     |                    | Maria Amália de Menezes Mimoso de Alpoim | em vida                                                               | extinto |        |
|                                              | Visconde de Macedo Pinto                                                 | 11 de Junho de 1874                                        |                    | António Ferreira de Macedo Pinto | em vida                                                               | extinto |        |
|                                              | Visconde de Macieira                                                     | 18 de Dezembro de 1873                                     |                    | Henrique Eugénio Macieira, 1.º Conde de Macieira                                                                                              | em vida (renovado) (com honras de Grandeza)                           | D. Gonçalo Nuno Ary Portocarrero de Almada, 4.º Visconde de Macieira |        |
|                                              | Visconde de Magé                                                         | 17 de Dezembro de 1811                                     |                    | Matias António de Sousa Lobato | em vida (renovado)                                                    | extinto |        |
|                                              | Visconde de Maém                                                         | 23 de Setembro de 1890                                     |                    | D. José Joaquim de Noronha, depois 1.º Conde de Maém                                                                                          | em vida                                                               | extinto |        |
|                                              | Visconde de Maiorca                                                      | 5 de Outubro de 1846                                       |                    | Fernando Eduardo Vasques da Cunha Sá Pessoa Vahia Moniz de Melo e Simas                                                                       | em vida (renovado)                                                    | Vasco Maria Vasques da Cunha Eça Costa e Almeida, 3.º Visconde de Maiorca |        |
|                                              | Visconde de Malanza                                                      | 1902                                                       |                    | Jacinto Carneiro de Sousa e Almeida | em vida                                                               | extinto |        |
|                                              | Visconde de Mangualde                                                    | 23 de Abril de 1891                                        |                    | Francisco de Almeida Cardoso e Albuquerque, depois 1.º Conde de Mangualde                                                                     | em vida                                                               | extinto |        |
|                                              | Visconde de Manique do Intendente                                        | 6 de Fevereiro de 1818                                     |                    | Pedro António de Pina Manique Nogueira de Matos de Andrade, 1.º Barão de Manique do Intendente                                                | em vida (renovado)                                                    | Maria de Lourdes de Mello Vaz de Sampayo de Pina Manique, 3ª Viscondessa de Manique do Intendente |        |
|                                              | Visconde do Marco                                                        | 18 de Março de 1909                                        |                    | Carlos Alberto Soares Cardoso | em vida (renovado)                                                    | extinto |        |
|                                              | Visconde de Margaride                                                    | 1 de Agosto de 1872                                        |                    | Luís Cardoso Martins da Costa Macedo, 1.º Conde de Margaride                                                                                  | em vida                                                               | extinto |        |
|                                              | Visconde de Marmeleiro                                                   | 28 de Abril de 1880                                        |                    | António de Carvalho Castro Freire Cortês, 1.º visconde de Marmeleiro                                                                          | em vida                                                               | |        |
|                                              | Visconde de Mariares                                                     | 19 de Dezembro de 1867                                     |                    | Cristóvão de Vasconcelos de Caldeira Castelo-Branco                                                                                           | em vida                                                               | extinto |        |
|                                              | Visconde da Marinha Grande                                               | 30 de Junho de 1897                                        |                    | Afonso Ernesto de Barros | em vida                                                               | extinto |        |
|                                              | Visconde de Marinho                                                      | 24 de Abril de 1879                                        |                    | António Pereira Marinho, 1.º Barão de Marinho                                                                                                 | em vida                                                               | extinto |        |
|                                              | Visconde de Marmeleiro                                                   | 28 de Abril de 1880                                        |                    | António de Carvalho Castro Freire Cortês | em vida                                                               | extinto |        |
|                                              | Visconde de Marzovelos                                                   | 28 de Setembro de 1903                                     |                    | António Gerardo Teixeira Rebelo | em vida                                                               | extinto |        |
|                                              | Visconde de Mason de São Domingos                                        | 7 de Dezembro de 1868                                      |                    | James Mason, 1.º Barão e depois 1.º Conde de Pomarão                                                                                          | em vida                                                               | extinto |        |
|                                              | Visconde de Massamá                                                      | 29 de Janeiro de 1885                                      |                    | Nuno José Severo Ribeiro de Carvalho | em vida                                                               | extinto |        |
|                                              | Visconde de Matalha                                                      | 1899                                                       |                    | Eduardo Cohen, 1.º Barão de Matalha | em vida                                                               | extinto |        |
|                                              | Visconde do Mato                                                         | 1907                                                       |                    | Gaspar da Costa Sá Sotomaior | em vida                                                               | extinto |        |
|                                              | Visconde de Mayrink                                                      | 24 de Maio de 1894                                         |                    | João Carlos Mayrink | em vida                                                               | extinto |        |
|                                              | Visconde de Meireles                                                     | 9 de Maio de 1902                                          |                    | Francisco de Menezes de Meirelles do Canto e Castro                                                                                           | em vida (sempre renovado até à actualidade)                           | Francisco Duarte Manoel de Meireles do Canto e Castro, 4.º Visconde de Meireles |        |
|                                              | Visconde de Melício                                                      | Decreto de 25 de Outubro de 1888                           | D. Luís I          | João Crisóstomo Melício | em vida                                                               | extinto |        |
|                                              | Visconde de Melo Barreto                                                 | 6 de Agosto de 1891                                        |                    | António Paulo de Melo Barreto | em vida                                                               | extinto |        |
|                                              | Visconde de Menezes                                                      | 20 de Junho de 1851                                        |                    | José António de Miranda Pereira de Menezes | em vida (renovado)                                                    | extinto |        |
|                                              | Visconde de Méharin                                                      | 6 de Agosto de 1891                                        |                    | Joao de Méharin Antunes | em vida                                                               | D. Joao Antonio Irbici de Arin 3º Visconde de Méharin |        |
|                                              | Visconde de Merceana                                                     | 11 de Outubro de 1895                                      |                    | José de Menezes Corrêa de Sá | em vida (renovado)                                                    | extinto |        |
|                                              | Visconde de Mesquitela                                                   | 2 de Maio de 1754                                          |                    | Luís de Sousa de Macedo, 3º Barão da Ilha Grande de Joanes (título português) e 3º Barão de Mullingar (título britânico)                      | juro e herdade                                                        | D. Luís Alberto Oulman da Costa de Sousa de Macedo, 2.º Duque de Albuquerque, bem como 7.º Conde e 9.º Visconde de Mesquitela                                                                                     |        |
|                                              | Visconde de Messengil                                                    | 20 de Novembro de 1890                                     |                    | José Gomes Varela Júnior | em vida                                                               | extinto |        |
|                                              | Visconde de Messines                                                     | 7 de Março de 1872                                         |                    | Joaquim Mendes Noutel | em vida                                                               | extinto |        |
|                                              | Visconde de Midões                                                       | 23 de Outubro de 1837                                      |                    | Roque Ribeiro de Abranches Castelo Branco | em vida (renovado)                                                    | extinto |        |
|                                              | Visconde de Milhundos                                                    | 26 de Janeiro de 1871                                      |                    | António Pereira de Sá Sotomaior | em vida                                                               | extinto |        |
|                                              | Visconde de Mindelo                                                      | 8 de Julho de 1845                                         |                    | George Rose Sartorius, 1.º Visconde e 1.º Conde de Penha Firme                                                                                | em vida (renovado)                                                    | extinto |        |
|                                              | Visconde de Mira Vouga                                                   | 19 de Outubro de 1900                                      |                    | António Pinto Bastos | em vida (renovado)                                                    | extinto |        |
|                                              | Visconde de Miragaia                                                     | 21 de Julho de 1852                                        |                    | Bernardo Pinto Gonçalves da Silva | em vida                                                               | extinto |        |
|                                              | Visconde de Miranda                                                      | 1905                                                       |                    | Joaquim Lobo de Miranda | em vida                                                               | extinto |        |
|                                              | Visconde de Miranda do Corvo                                             | 3 de Novembro de 1872                                      |                    | Augusto Maria de Melo Gouveia | em vida                                                               | extinto |        |
|                                              | Visconde de Mirandela                                                    | 13 de Maio de 1810                                         |                    | Francisco António da Veiga Cabral da Camara Pimentel                                                                                          | em vida (renovado)                                                    | extinto |        |
|                                              | Visconde de Mogofores                                                    | 1832                                                       |                    | José de Melo Peixoto Coelho | em vida                                                               | extinto |        |
|                                              | Visconde de Moimenta da Beira                                            | 17 de Junho de 1875                                        |                    | Julião Sarmento de Vasconcelos e Castro, 1.º Barão de Moimenta da Beira                                                                       | em vida (renovado)                                                    | extinto |        |
|                                              | Visconde de Molelos                                                      | 6 de Fevereiro de 1826                                     |                    | Francisco de Paula Vieira da Silva Tovar, 1.º Barão de Molelos                                                                                | em vida (renovado)                                                    | extinto |        |
|                                              | Visconde de Monção                                                       | 22 de Dezembro de 1849                                     |                    | Gonçalo José Vaz de Carvalho | em vida                                                               | extinto |        |
|                                              | Visconde de Monforte                                                     | 2 de Março de 1853                                         |                    | Luís Coutinho de Albergaria Freire | em vida                                                               | extinto |        |
|                                              | Visconde de Monsanto                                                     | 17 de Janeiro de 1890                                      |                    | Cândido Cardoso Calado, depois 1.º Conde de Monsanto (Moderno)                                                                                | em vida                                                               | extinto |        |
|                                              | Visconde de Monsaraz                                                     | 17 de Janeiro de 1884                                      |                    | António de Macedo Papança, depois 1.º Conde de Monsaraz                                                                                       | em vida                                                               | extinto |        |
|                                              | Visconde de Monserrate                                                   | 7 de Junho de 1870                                         |                    | Sir Francis Cook | em vida (renovado)                                                    | extinto |        |
|                                              | Visconde de Montalegre                                                   | 17 de Dezembro de 1811                                     |                    | Manuel Pinto de Morais Bacelar | em vida (renovado)                                                    | extinto |        |
|                                              | Visconde de Montalvo                                                     | 15 de Novembro de 1888                                     |                    | António de Sousa Brito Maldonado Bandeira | em vida (renovado)                                                    | extinto |        |
|                                              | Visconde de Montargil                                                    | 6 de Março de 1906                                         |                    | Aníbal Ferreira de Melo | em vida (renovado)                                                    | extinto |        |
|                                              | Visconde de Montariol                                                    | 14 de Julho de 1870                                        |                    | Francisco Manuel da Costa | em vida (renovado)                                                    | José Manuel Teixeira da Mota da Costa Leme, 3.º Visconde de Montariol |        |
|                                              | Visconde de Monte Belo                                                   | 24 de Março de 1880                                        |                    | João de Freitas da Silva | em vida                                                               | extinto |        |
|                                              | Visconde de Monte Redondo                                                | 4 de Julho de 1905                                         |                    | Joaquim António de Amorim | em vida                                                               | extinto |        |
|                                              | Visconde de Monte São                                                    | 5 de Março de 1903                                         |                    | Manuel dos Santos Pereira Jardim | em vida (renovado)                                                    | Ricardo Ivens Ferraz Jardim, 4.º Conde de Valenças, 3.º Conde de Fontalva e 3.º Visconde de Monte São |        |
|                                              | Visconde de Montedor                                                     | 23 de Janeiro de 1904                                      |                    | António Leite Cardoso Pereira de Melo | em vida                                                               | extinto |        |
|                                              | Visconde de Morais                                                       | 14 de Fevereiro de 1903                                    |                    | José Júlio Pereira de Morais | em vida (renovado)                                                    | Henrique José Cardoso de Menezes Pereira de Morais, 4.º Visconde de Morais |        |
|                                              | Visconde de Morais Cardoso                                               | 10 de Dezembro de 1891                                     |                    | Fortunato Pinto Morais Cardoso | em vida                                                               | extinto |        |
|                                              | Visconde de Morais Sarmento                                              | 12 de Outubro de 1871                                      |                    | Tomás Inácio de Morais Sarmento | em vida (renovado)                                                    | extinto |        |
|                                              | Visconde de Morão                                                        | 7 de Dezembro de 1870                                      |                    | José António Morão | em vida                                                               | extinto |        |
|                                              | Visconde de Moreira de Rei                                               | 22 de Agosto de 1870                                       |                    | António Augusto Ferreira de Melo e Carvalho                                                                                                   | em vida                                                               | extinto |        |
|                                              | Visconde de Moser                                                        | 9 de Março de 1882                                         |                    | Eduardo de Moser, depois 1.º Conde de Moser                                                                                                   | em vida                                                               | extinto |        |
|                                              | Visconde de Mossâmedes                                                   | 21 de Março de 1868                                        |                    | D. José Francisco de Almeida e Vasconcelos, depois 1.º Conde de Mossâmedes                                                                    | em vida                                                               | extinto |        |
|                                              | Visconde de Moura                                                        | 26 de Setembro de 1859                                     |                    | João António Lobo de Moura | em vida                                                               | extinto |        |
|                                              | Visconde de Mourelo                                                      | 9 de Dezembro de 1909                                      |                    | Maria das Dores Miguel | em vida                                                               | extinto |        |
|                                              | Visconde de Mozelos                                                      | 8 de Maio de 1884                                          |                    | José Luis Nogueira | em vida (renovado)                                                    | António Maria Costa Lobo Reymão Nogueira, 4.º Visconde de Mozelos |        |
|                                              | Visconde de Nandufe                                                      | 4 de Maio de 1891                                          |                    | António Caetano Rodrigues Viana | em vida (renovado)                                                    | extinto |        |
|                                              | Visconde de Napier de São Vicente                                        | 10 de Agosto de 1833                                       |                    | Charles Napier, depois 1.º Visconde e Conde de Cabo de São Vicente                                                                            | em vida (renovado)                                                    | extinto |        |
|                                              | Visconde de Napóles e Lemos                                              | 19 de Junho de 1905                                        |                    | Tomás Metelo e Nápoles | em vida                                                               | extinto |        |
|                                              | Visconde de Nazaré                                                       | 29 de Março de 1883                                        |                    | Bernardo António de Brito Antunes | em vida                                                               | extinto |        |
|                                              | Visconde de Negrelos                                                     | 25 de Junho de 1874                                        |                    | Manuel Maria da Costa Alpoim | em vida (renovado)                                                    | Francisco Manuel Teixeira da Mota da Costa Leme, 3.º Visconde de Negrelos |        |
|                                              | Visconde de Nevogilde                                                    | 20 de Março de 1907                                        |                    | Claudino Correia Lousada, depois 1.º Conde de Nevogilde                                                                                       | em vida                                                               | extinto |        |
|                                              | Visconde de Nivert                                                       | 15 de Dezembro de 1881                                     |                    | Albert Nivert | em vida                                                               | extinto |        |
|                                              | Visconde de Nogueiras                                                    | 16 de Janeiro de 1867                                      |                    | Jacinto de Sant' Ana e Vasconcelos Moniz de Bettencourt                                                                                       | em duas vidas (renovado)                                              | Alexandre Martins Moniz de Bettencourt, 4.º Visconde de Nogueiras |        |
|                                              | Visconde de Noronha                                                      | 26 de Dezembro de 1866                                     |                    | Pedro Homem da Costa Noronha Ponce de Leão, 1.º Barão de Noronha                                                                              | em vida                                                               | extinto |        |
|                                              | Visconde de Nossa Senhora da Luz                                         | 16 de Junho de 1854                                        |                    | Joaquim António Velez Barreiros, 1.º Barão de Nossa Senhora da Luz                                                                            | em vida                                                               | extinto |        |
|                                              | Visconde de Nossa Senhora das Mercês                                     | 21 de Agosto de 1879                                       |                    | Cândido Pacheco de Mello Forjaz de Lacerda, 1.º Barão de Nossa Senhora das Mercês                                                             | em vida (renovado)                                                    | extinto |        |
|                                              | Visconde de Nossa Senhora do Porto de Ave                                | 26 de Outubro de 1897                                      |                    | António José de Matos | em vida                                                               | extinto |        |
|                                              | Visconde de Nova Granada                                                 | 21 de Fevereiro de 1901                                    |                    | José Alves Barreto | em vida                                                               | extinto |        |
|                                              | Visconde de Nova Java                                                    | 4 de Abril de 1890                                         |                    | Alfredo José Pires | em vida                                                               | extinto |        |
|                                              | Visconde de Odivelas                                                     | 31 de Maio de 1897                                         |                    | Eduardo Alberto Correia da Silva Araújo | em vida (renovado)                                                    | extinto |        |
|                                              | Visconde de Oleiros                                                      | 22 de Fevereiro de 1854                                    |                    | Francisco de Albuquerque Pinto Castro e Nápoles, 1.º Barão de Oleiros                                                                         | em vida (renovado)                                                    | extinto |        |
|                                              | Visconde de Olivã                                                        | 24 de Novembro de 1898                                     |                    | Cristovão Cardoso Cabral Coutinho de Albuquerque Barata                                                                                       | em vida                                                               | extinto |        |
|                                              | Visconde dos Olivais                                                     | 22 de Março de 1864                                        |                    | António Teófilo de Araújo | em vida (renovado)                                                    | extinto |        |
|                                              | Visconde do Olival                                                       | 30 de Dezembro de 1908                                     |                    | Eugénio de Campos de Castro de Azevedo Soares                                                                                                 | em vida                                                               | extinto |        |
|                                              | Visconde de Oliveira                                                     | 22 de Julho de 1886                                        |                    | Marcelino Máximo de Azevedo e Melo, 1.º Visconde de Oliveira do Douro                                                                         | em vida (renovado)                                                    | extinto |        |
|                                              | Visconde de Oliveira do Conde                                            | 21 de Novembro de 1878                                     |                    | Miguel Borges de Castro Tavares de Azevedo, 1.º Barão de Oliveira do Conde                                                                    | em vida (renovado)                                                    | Luis Miguel Pinto de Abreu Soares de Albergaria, 3.º Visconde de Oliveira do Conde |        |
|                                              | Visconde de Oliveira do Douro                                            | 11 de Março de 1842                                        |                    | Marcelino Máximo de Azevedo e Melo, depois 1.º Visconde de Oliveira                                                                           | em vida                                                               | extinto |        |
|                                              | Visconde de Oliveira do Paço                                             | 15 de Maio de 1879                                         |                    | António Martins de Oliveira | em vida (renovado)                                                    | extinto |        |
|                                              | Visconde de Oliveira Duarte                                              | 19 de Abril de 1888                                        |                    | Ricardo Fernandes de Oliveira Duarte | em vida                                                               | extinto |        |
|                                              | Visconde de Orta                                                         | 5 de Julho de 1854                                         |                    | António José de Orta | em vida (renovado)                                                    | extinto |        |
|                                              | Visconde de Ottolini                                                     | 6 de Março de 1869                                         |                    | Manuel Sarmento Ottolini, depois 1.º Conde de Ottolini                                                                                        | em vida                                                               | extinto |        |
|                                              | Visconde de Ouguela                                                      | 3 de Maio de 1868                                          |                    | Carlos Ramiro Coutinho, 3º Barão de Barcelinhos                                                                                               | em vida                                                               | extinto |        |
|                                              | Visconde do Outeiro                                                      | 17 de Julho de 1866                                        |                    | Jerónimo Trigueiros de Aragão Martel da Costa, depois 1.º Conde de Idanha-a-Nova                                                              | em vida (renovado)                                                    | extinto |        |
|                                              | Visconde de Ovar                                                         | 25 de Julho de 1849                                        |                    | António da Costa e Silva, 1.º Barão de Ovar                                                                                                   | em vida (renovado)                                                    | extinto |        |
|                                              | Visconde de Paço d' Arcos                                                | 23 de Janeiro de 1874                                      |                    | Carlos Eugénio Corrêa da Silva, depois 1.º Conde de Paço d' Arcos                                                                             | em vida                                                               | extinto |        |
|                                              | Visconde do Paço de Lumiar                                               | 30 de Abril de 1862                                        |                    | José Maria da Costa Bueno e Nieto Cevallos de Vilalobos Hidalgo e Moscoso                                                                     | em vida (renovado)                                                    | extinto |        |
|                                              | Visconde de Paço de Nespereira                                           | 23 de Setembro de 1886                                     |                    | D. Gaspar Lobo de Sousa Machado e Couros, senhor de Santão                                                                                    | juro e herdade                                                        | João Caetano do Carmo do Amaral Lobo Machado Cardoso de Menezes, 4.º Visconde de Paço de Nespereira |        |
|                                              | Visconde de Paiva                                                        | 30 de Abril de 1858                                        |                    | Francisco José de Paiva Pereira, 1.º Barão de Paiva                                                                                           | em vida (renovado)                                                    | extinto |        |
|                                              | Visconde de Paiva Manso                                                  | 13 de Outubro de 1869                                      |                    | Levi Maria Jordão de Paiva Manso | em vida                                                               | extinto |        |
|                                              | Visconde de Palma de Almeida                                             | 19 de Setembro de 1890                                     |                    | José Henriques Palma Almeida, depois 1.º Conde de Palma de Almeida                                                                            | em vida (renovado)                                                    | extinto |        |
|                                              | Visconde da Palmeira                                                     | 15 de Junho de 1893                                        |                    | Manuel Jacinto Lopes | em vida                                                               | extinto |        |
|                                              | Visconde de Paradinha do Outeiro                                         | 3 de Maio de 1848                                          |                    | António José de Miranda | em vida                                                               | extinto |        |
|                                              | Visconde de Paredes                                                      | 2 de Junho de 1895                                         |                    | Joaquim Bernardo Mendes | em vida                                                               | extinto |        |
|                                              | Visconde do Passadiço                                                    | 24 de Abril de 1890                                        |                    | Luís Óscar Pires | em vida                                                               | extinto |        |
|                                              | Visconde de Passos                                                       | 24 de Abril de 1861                                        |                    | Beatriz de Passos Manoel | em vida                                                               | extinto |        |
|                                              | Visconde de Pedralva                                                     | 1904                                                       |                    | Francisco Coelho do Amaral Reis | em vida (renovado)                                                    | extinto |        |
|                                              | Visconde de Pedroso                                                      | 15 de Fevereiro de 1842                                    |                    | João da Silva Martens Ferrão de Castelo Branco                                                                                                | em vida (renovado)                                                    | Álvaro Ferrão de Castelo-Branco, 2.º Marquês de Sande, 10.º Conde da Ponte, 3.º Conde de Porto Santo e 2.º Visconde de Pedroso                                                                                    |        |
|                                              | Visconde de Pedroso da Silva                                             | 2 de Outubro de 1896                                       |                    | José Pedroso da Silva | em vida                                                               | extinto |        |
|                                              | Visconde de Pedroso de Albuqurque                                        | 12 de Outubro de 1878                                      |                    | António Pedroso de Albuquerque, depois 2º Conde de Pedroso de Albuquerque                                                                     | em vida                                                               | extinto |        |
|                                              | Visconde de Penalva de Alva                                              | 8 de Fevereiro de 1877                                     |                    | José Rodrigues Penalva | em vida                                                               | extinto |        |
|                                              | Visconde de Penedo                                                       | 10 de Junho de 1885                                        |                    | António José Antunes Sobrinho | em vida                                                               | extinto |        |
|                                              | Visconde de Pereira                                                      | 8 de Novembro de 1857                                      |                    | Joaquim Pereira da Costa | em vida (renovado)                                                    | Luís Caetano de Sá Luz Coruche, 2.º Visconde de Pereira |        |
|                                              | Visconde de Pereira e Cunha                                              | 1 de Julho de 1886                                         |                    | Cândido Albino da Silva Pereira e Cunha | em vida                                                               | extinto |        |
|                                              | Visconde de Pereira Machado                                              | 18 de Setembro de 1861                                     |                    | Guilherme Augusto Machado Pereira | em vida (sempre renovado até à actualidade)                           | Nuno Alberto de Brito e Cunha, 4.º Visconde de Pereira Machado |        |
|                                              | Visconde de Pereira Marinho                                              | 26 de Março de 1874                                        |                    | Joaquim Pereira Marinho, 1.º Barão, Visconde e Conde de Pereira Marinho                                                                       | em vida                                                               | extinto |        |
|                                              | Visconde de Perném                                                       | 19 de Agosto de 1893                                       |                    | Vassudevo Rogonata Porobo, 1.º Barão de Perném                                                                                                | em vida                                                               | extinto |        |
|                                              | Visconde de Pernes                                                       | 25 de Março de 1870                                        |                    | Carlos Augusto Bon de Sousa, 2.º barão de Pernes                                                                                              | em vida (sempre renovado até à actualidade)                           | António Maria de Lancastre de Melo e Castro, 5.º Conde das Antas e 4.º Visconde de Pernes |        |
|                                              | Visconde de Peso da Régua                                                | 4 de Julho de 1823                                         |                    | Gaspar Teixeira de Magalhães e Lacerda | em vida (renovado)                                                    | extinto |        |
|                                              | Visconde de Peso de Melgaço                                              | 13 de Janeiro de 1890                                      |                    | Júlio César de Castro Sousa Menezes e Abreu                                                                                                   | em vida                                                               | extinto |        |
|                                              | Visconde das Picoas                                                      | 19 de Outubro de 1835                                      |                    | António Esteves da Costa, 1.º Barão das Picoas                                                                                                | em vida                                                               | extinto |        |
|                                              | Visconde da Piedade                                                      | 1 de Dezembro de 1836                                      |                    | George Rose Sartorius, depois 1.º Conde de Penha Firme e 1.º Visconde do Mindelo                                                              | em vida                                                               | extinto |        |
|                                              | Visconde de Pimentel                                                     | 12 de Fevereiro de 1874                                    |                    | Joaquim Gomes Pimentel | em vida                                                               | extinto |        |
|                                              | Visconde de Pindela                                                      | 31 de Janeiro de 1854                                      |                    | João Machado Pinheiro Correia de Melo | em vida (sempre renovado até à actualidade)                           | Vicente Maria Miguel Bernardo Pinheiro Lobo de Figueira Machado, 4.º visconde de Pindela |        |
|                                              | Visconde de Pinheiro                                                     | 21 de Maio de 1851                                         |                    | D. Miguel Ximenes Gomes Rodrigues Sandoval de Castro e Vargas                                                                                 | em vida (renovado)                                                    | D. Bernardo João da Silveira de Vasconcelos e Sousa, 9.º Marquês de Castelo Melhor e 2.º Visconde de Pinheiro |        |
|                                              | Visconde de Pinhel                                                       | 12 de Julho de 1888                                        |                    | Manuel António de Almeida, 1.º conde de Pinhel                                                                                                | em vida                                                               | extinto |        |
|                                              | Visconde de Pinto da Rocha                                               | 24 de Agosto de 1905                                       |                    | António Joaquim Pinto da Rocha | em vida                                                               | extinto |        |
|                                              | Visconde de Podentes                                                     | 8 de Outubro de 1851                                       |                    | Jerónimo Dias de Azevedo Vasques de Almeida e Vasconcelos, depois 1.º Conde de Podentes                                                       | em vida                                                               | extinto |        |
|                                              | Visconde de Poiares                                                      | 1908                                                       |                    | António de Barros Poiares | em vida                                                               | extinto |        |
|                                              | Visconde de Pomarão                                                      | 1866                                                       |                    | James Francis Mason, depois 2º Conde de Pomarão                                                                                               | em vida                                                               | extinto |        |
|                                              | Visconde de Ponte da Barca                                               | 12 de Outubro de 1847                                      |                    | Jerónimo Pereira de Vasconcelos, 1.º Barão de Ponte da Barca                                                                                  | em vida (renovado)                                                    | extinto |        |
|                                              | Visconde da Ponte e Sousa                                                | Século XVIII                                               |                    | Álvaro da Ponte Pinto e Sousa, | de juro e herdade                                                     | |        |
|                                              | Visconde de Ponte Ferreira 1ª Criação                                    | 16 de Maio de 1872                                         |                    | João Fernandes Tavares | em vida                                                               | extinto |        |
|                                              | Visconde de Ponte Ferreira 2ª Criação                                    | Século XIX                                                 |                    | José de Azevedo Pereira da Silva | em vida (renovado)                                                    | extinto |        |
|                                              | Visconde de Portalegre                                                   | 14 de Dezembro de 1870                                     |                    | Francisco da Fonseca Coutinho e Castro de Refóios                                                                                             | em vida (renovado)                                                    | Francisco da Fonseca Coutinho Martins Franco Frazão, 2.º Visconde de Portalegre e 2.º Visconde de Castelo Branco                                                                                                  |        |
|                                              | Visconde de Porto Covo da Bandeira                                       | 19 de Janeiro de 1825                                      |                    | Joaquim Costa Bandeira, 2º Barão e depois 1.º Conde de Porto Covo da Bandeira                                                                 | em vida (renovado)                                                    | extinto |        |
|                                              | Visconde de Porto da Cruz                                                | 1921                                                       |                    | Alfredo António de Castro Leal de Freitas Branco                                                                                              | em vida (renovado)                                                    | Silvano José de Freitas Branco, 2.º Visconde de Porto da Cruz |        |
|                                              | Visconde de Porto Formoso                                                | 26 de Janeiro de 1871                                      |                    | Jacinto Fernandes Gil | em vida (renovado)                                                    | extinto |        |
|                                              | Visconde de Porto Martim                                                 | 24 de Agosto de 1905                                       |                    | José Coelho Pamplona | em vida                                                               | extinto |        |
|                                              | Visconde de Porto Salvo                                                  | 29 de Fevereiro de 1872                                    |                    | Henrique José da Costa | em vida                                                               | extinto |        |
|                                              | Visconde de Portocarreiro                                                | 18 de Agosto de 1855                                       |                    | João Cardoso da Cunha Araújo e Castro Portocarreiro                                                                                           | em vida (renovado)                                                    | extinto |        |
|                                              | Visconde de Povoença                                                     | 1908                                                       |                    | José Aparício dos Santos | em vida                                                               | extinto |        |
|                                              | Visconde da Praia                                                        | 7 de Maio de 1845                                          |                    | Duarte Borges da Câmara e Medeiros | em vida (renovado)                                                    | extinto |        |
|                                              | Visconde da Praia Grande de Macau                                        | 10 de Dezembro de 1862                                     |                    | Isidoro Francisco Guimarães | em vida                                                               | extinto |        |
|                                              | Visconde de Prime                                                        | 4 de Maio de 1870                                          |                    | José Porfírio de Campos Rebelo, 2º Barão de Prime e depois 1.º Conde de Prime                                                                 | em vida                                                               | extinto |        |
|                                              | Visconde de Proença Vieira                                               | 1 de Fevereiro de 1872                                     |                    | Joaquim José de Proença Vieira | em vida                                                               | extinto |        |
|                                              | Visconde de Proença-a-Velha                                              | 8 de Maio de 1866                                          |                    | António de Gouveia Osório Metelo de Vasconcelos, depois 1.º Conde de Proença-a-Velha                                                          | em vida (renovado)                                                    | extinto |        |
|                                              | Visconde de Queluz                                                       | 6 de Janeiro de 1829                                       |                    | António Bartolomeu Pires, 1.º Barão de Queluz                                                                                                 | em vida                                                               | extinto |        |
|                                              | Visconde da Quinta da Alegria                                            | 6 de Agosto de 1870                                        |                    | Flora Amélia de Sampaio e Melo | em vida                                                               | extinto |        |
|                                              | Visconde de Quinta das Canas                                             | 27 de Abril de 1865                                        |                    | D. José Maria de Vasconcelos Azevedo Silva e Carvajal, 1.º Visconde de Canas e depois 1.º Conde de Quinta das Canas                           | em vida                                                               | extinto |        |
|                                              | Visconde da Quinta de São Tomé                                           | 15 de Março de 1873                                        |                    | Fortunato da Costa Cabral Coutinho Ribeiro | em vida (renovado)                                                    | Maria Isabel de Almeida Pinheiro de Vasconcelos Coutinho, 3.ª Viscondessa da Quinta de São Tomé |        |
|                                              | Visconde da Quinta do Ferro                                              | 1880                                                       |                    | Júlio César de Faria Coutinho de Castro, 1.º Barão da Quinta do Ferro                                                                         | em vida                                                               | extinto |        |
|                                              | Visconde do Real Agrado                                                  | 13 de Maio de 1810                                         |                    | Joana Rita de Lacerda Castelo-Branco, 1ª Baronesa do Real Agrado                                                                              | em vida (renovado)                                                    | Maria João Gonzaga Ribeiro de Lemos, 4.ª Viscondessa do Real Agrado |        |
|                                              | Visconde de Reboleiro                                                    | 19 de Dezembro de 1907                                     |                    | João Alves Dias | em vida                                                               | extinto |        |
|                                              | Visconde da Rebordosa                                                    | 1 de Março de 1900                                         |                    | Faustino Coelho Moreira | em vida                                                               | extinto |        |
|                                              | Visconde de Roboredo                                                     | 13 de Fevereiro de 1850                                    |                    | Joaquim de Roboredo, 1.º Barão de Reboredo | em vida (renovado)                                                    | extinto |        |
|                                              | Visconde da Regaleira                                                    | 15 de Abril de 1854                                        |                    | Ermelinda Allen, 1ª Baronesa da Regaleira | em vida                                                               | extinto |        |
|                                              | Visconde da Régua                                                        | 1 de Setembro de 1887                                      |                    | Manuel Guedes Leite de Gouveia Tovar | em vida                                                               | extinto |        |
|                                              | Visconde de Reguengo                                                     | 10 de Novembro de 1835                                     |                    | Jorge de Avilez Juzarte de Sousa Tavares, depois 1.º Conde de Avilez                                                                          | em vida (renovado)                                                    | extinto |        |
|                                              | Visconde de Rendufe                                                      | 13 de Fevereiro de 1880                                    |                    | Manuel Cardoso de Sequeira Barbedo | em vida                                                               | extinto |        |
|                                              | Visconde de Reriz                                                        | 18 de Julho de 1864                                        |                    | D. António Maria de Almeida de Azevedo da Cunha Pereira Coutinho de Vilhena de Vasconcelos e Menezes, depois 1.º Conde e 1.º Marquês de Reriz | em vida                                                               | extinto |        |
|                                              | Visconde de Reynella                                                     | 14 de Fevereiro de 1894                                    |                    | James Grainger Bellamy | em vida                                                               | extinto |        |
|                                              | Visconde de Riba Tâmega                                                  | 10 de Outubro de 1871                                      |                    | José de Vasconcelos Guedes de Carvalho, 1.º Barão de Riba Tâmega                                                                              | em vida (renovado)                                                    | extinto |        |
|                                              | Visconde de Riba Tua                                                     | 16 de Junho de 1904                                        |                    | António Lopes Agrelos | em vida                                                               | extinto |        |
|                                              | Visconde de Ribamar                                                      | 23 de Agosto de 1864                                       |                    | João da Costa Carvalho | em vida (sempre renovado até à actualidade)                           | João Augusto Sanguinetti da Costa Carvalho Talone, 5.º Visconde de Ribamar |        |
|                                              | Visconde de Ribandar                                                     | 25 de Junho de 1880                                        |                    | Joaquim Mourão Garcez Palha, depois 1.º Conde de Ribandar                                                                                     | em vida                                                               | extinto |        |
|                                              | Visconde da Ribeira Brava                                                | 4 de Maio de 1871                                          |                    | Francisco Correia de Herédia | em vida                                                               | extinto |        |
|                                              | Visconde da Ribeira de Alijó                                             | 21 de Novembro de 1867                                     |                    | Joaquim Pinto de Magalhães | em vida (renovado)                                                    | extinto |        |
|                                              | Visconde da Ribeira do Paço                                              | 16 de Fevereiro de 1882                                    |                    | Francisco de Medeiros Costa e Albuquerque | em vida                                                               | extinto |        |
|                                              | Visconde de Ribeiro da Silva                                             | 26 de Novembro de 1873                                     |                    | Libânio Ribeiro da Silva, depois 1.º Conde de Ribeiro da Silva                                                                                | em vida                                                               | extinto |        |
|                                              | Visconde de Ribeiro Magalhães                                            | 1905                                                       |                    | António Nunes Ribeiro Magalhães | em vida                                                               | extinto |        |
|                                              | Visconde de Ribeiro Real                                                 | 23 de Março de 1882                                        |                    | João Bettencourt de Araújo do Carvalhal Esmeraldo, depois 1.º Conde de Ribeiro Real                                                           | em vida                                                               | extinto |        |
|                                              | Visconde de Rilvas                                                       | 25 de Setembro de 1858                                     |                    | Simão Félix de Calça e Pina, 1.º Barão e depois 1.º Conde de Rilvas                                                                           | em vida (renovado)                                                    | extinto |        |
|                                              | Visconde de Rio Sado                                                     | 9 de Maio de 1878                                          |                    | Augusto Correia Godinho Ferreira da Costa | em vida                                                               | extinto |        |
|                                              | Visconde de Rio Seco                                                     | 6 de Fevereiro de 1818                                     |                    | Joaquim José de Azevedo, 1.º Barão de Rio Seco (título português) e depois 1.º Marquês de Jundiaí (título brasileiro)                         | Honras de Grandeza (1827) em vida                                     | |        |
|                                              | Visconde de Rio Tinto                                                    | Século XIX                                                 |                    | Domingos Loureiro da Cruz | em vida                                                               | extinto |        |
|                                              | Visconde de Rio Torto                                                    | 14 de Julho de 1898                                        |                    | Joaquim Martins da Cunha | em vida (renovado)                                                    | Vasco Maria de Queiroz e Ataíde Lemos Martins da Cunha, 3.º Visconde de Rio Torto |        |
|                                              | Visconde de Rio Vez                                                      | 3 de Janeiro de 1879                                       |                    | Boaventura Gonçalves Roque | em vida (renovado)                                                    | José João Neto Rebelo Roque de Pinho, 2.º visconde de Rio Vez |        |
|                                              | Visconde de Rio Xévora                                                   | 20 de Fevereiro de 1902                                    |                    | António Maria Monteiro | em vida                                                               | extinto |        |
|                                              | Visconde da Rocha de Portimão                                            | 1908                                                       |                    | Frederico da Paz Mendes | em vida                                                               | extinto |        |
|                                              | Visconde de Rodrigues da Cunha                                           | 29 de Julho de 1886                                        |                    | Joaquim Rodrigues da Cunha | em vida                                                               | extinto |        |
|                                              | Visconde de Rodrigues de Oliveira                                        | 8 de Fevereiro de 1894                                     |                    | Luís Rodrigues de Oliveira | em vida                                                               | extinto |        |
|                                              | Visconde de Roriz                                                        | 17 de Fevereiro de 1853                                    |                    | António Marinho Falcão de Castro Morais | em vida                                                               | extinto |        |
|                                              | Visconde de Rosário                                                      | 16 de Dezembro de 1875                                     |                    | Manuel José do Conde | em vida                                                               | extinto |        |
|                                              | Visconde de Ruães                                                        | 25 de Setembro de 1872                                     |                    | Bento Luis Ferreira Carmo | em vida                                                               | extinto |        |
|                                              | Visconde de Sá da Bandeira                                               | 1 de Dezembro de 1834                                      |                    | Bernardo de Sá Nogueira de Figueiredo, 1.º Barão, Visconde e Marquês de Sá da Bandeira                                                        | Honras de Grandeza juro e herdade                                     | Pedro Gonçalo Avillez de Sá Nogueira Ferreira, 7.°Visconde de Sá da Bandeira |        |
|                                              | Visconde de Sacavém                                                      | 30 de Julho de 1874                                        |                    | José Joaquim Pinto da Silva | em vida (renovado)                                                    | Manuel José de Sousa Pinto Sacavém, 4.º Visconde de Sacavém |        |
|                                              | Visconde de Safira                                                       | 30 de Abril de 1886                                        |                    | Augusto Dâmaso Miguéns da Silva Ramalho da Costa, depois 1.º Conde de Safira                                                                  | em vida                                                               | extinto |        |
|                                              | Visconde de Sagres                                                       | 28 de Agosto de 1870                                       |                    | Carlos Benevenuto Casimiro | em vida (renovado 1 vez)                                              | extinto |        |
|                                              | Visconde de Salgado                                                      | 11 de Outubro de 1906                                      |                    | João Joaquim Salgado | em vida                                                               | extinto |        |
|                                              | Visconde de Salreu                                                       | 2 de Maio de 1907                                          |                    | Domingos Joaquim da Silva | em vida (renovado 1 vez)                                              | Adalgisa de Faria Campos da Silva, 3.º Viscondessa de Salreu |        |
|                                              | Visconde de Samodães                                                     | 20 de Maio de 1835                                         |                    | Francisco de Paula de Azeredo Teixeira de Carvalho, 1.º Conde de Samodães                                                                     | em vida (renovado)                                                    | extinto |        |
|                                              | Visconde de Sanches de Baena                                             | 13 de Fevereiro de 1869                                    |                    | Augusto Romano Sanches de Baena e Farinha de Almeida Portugal da Silva e Sousa                                                                | em vida (renovado)                                                    | D. Nuno Sanches de Baena de Saldanha da Bandeira Ennes, 4.º Visconde de Sanches de Baena, Marquês de Sanches de Baena, na Santa Sé                                                                                |        |
|                                              | Visconde de Sanches de Frias                                             | 25 de Agosto de 1887                                       |                    | David Correia Sanches de Frias | em vida (renovado)                                                    | extinto |        |
|                                              | Visconde de Sanchez                                                      | 29 de Janeiro de 1905                                      |                    | Joaquim Sanchez | em vida                                                               | extinto |        |
|                                              | Visconde de Sande                                                        | 26 de Abril de 1898                                        |                    | José Francisco Correia, depois 1.º Conde de Agrolongo                                                                                         | em vida                                                               | extinto |        |
|                                              | Visconde de Sanderval                                                    | 9 de Junho de 1881                                         |                    | Aimé Victor Olivier | em vida                                                               | extinto |        |
|                                              | Visconde de Santa Catarina                                               | 15 de Julho de 1887                                        |                    | Manuel Rebelo Borges de Castro da Camara Lemos                                                                                                | em vida (renovado)                                                    | extinto (elevado a condado no 2.º titular) |        |
|                                              | Visconde de Santa Cruz                                                   | 15 de Outubro de 1851                                      |                    | António Manuel de Noronha | em vida (renovado)                                                    | Henrique Eduardo Vosgien de Noronha, 4.º Visconde de Santa Cruz |        |
|                                              | Visconde de Santa Cruz do Bispo                                          | Século XIX                                                 |                    | Maria Dias de Sousa | em vida                                                               | extinto |        |
|                                              | Visconde de Santa Eulália (de São Martinho de Pindo, Penalva do Castelo) | 15 de Julho de 1862                                        |                    | António Augusto de Melo e Castro de Abreu, 1.º Conde de Santa Eulália                                                                         | em vida                                                               | extinto (elevado a condado) |        |
|                                              | Visconde de Santa Isabel                                                 | 28 de Abril de 1858                                        |                    | Joaquim Honorato Ferreira | em vida (renovado)                                                    | extinto |        |
|                                              | Visconde de Santa Luzia                                                  | 26 de Março de 1861                                        |                    | José Joaquim Machado Ferraz, depois 1.º Conde de Santa Luzia                                                                                  | em vida                                                               | extinto |        |
|                                              | Visconde de Santa Margarida                                              | 6 de Julho de 1893                                         |                    | António Joaquim Gomes da Fonseca | em vida (renovado)                                                    | extinto |        |
|                                              | Visconde de Santa Maria de Arrifana                                      | 5 de Janeiro de 1888                                       |                    | José António Gomes Leite Rebelo | em vida                                                               | extinto |        |
|                                              | Visconde de Santa Marinha                                                | 23 de Setembro de 1890                                     |                    | António Teixeira Rodrigues, 1.º Conde de Santa Marinha                                                                                        | em vida                                                               | extinto (elevado a condado) |        |
|                                              | Visconde de Santa Marinha da Trindade                                    | 18 de Julho de 1895                                        |                    | Joaquim Fonseca da Cruz | em vida                                                               | extinto |        |
|                                              | Visconde de Santa Marta                                                  | 3 de Julho de 1823                                         |                    | Manuel Gregório de Sousa Pereira de Sampaio                                                                                                   | em vida (renovado)                                                    | extinto |        |
|                                              | Visconde de Santa Mónica                                                 | 2 de Dezembro de 1876                                      |                    | Henrique O' Neill | em vida                                                               | extinto |        |
|                                              | Visconde de Santa Quitéria                                               | 6 de Agosto de 1859                                        |                    | José António Soares Leal, 1.º Barão de Santa Quitéria                                                                                         | em vida (renovado)                                                    | extinto |        |
|                                              | Visconde de Santana                                                      | 16 de Agosto de 1870                                       |                    | Manuel Alves Guerra, 1.º Barão de Santana | em vida (renovado)                                                    | extinto |        |
|                                              | Visconde de Santarém                                                     | 17 de Dezembro de 1811                                     |                    | João Diogo de Barros Leitão de Carvalhosa | Honras de Grandeza juro e herdade (com honras de Grandeza)            | João Diogo de Barros Leitão e Carvalhosa, 4.º Visconde de Santarém e 4.º Visconde de Vila Nova da Rainha |        |
|                                              | Visconde de Santiago                                                     | 20 de Outubro de 1862                                      |                    | Joaquim Trigueiros Martel, depois 1.º Conde de Castelo Branco                                                                                 | em vida                                                               | extinto |        |
|                                              | Visconde de Santiago da Guarda                                           | 11 de Setembro de 1906                                     |                    | Alfredo César Lopes Vieira | em vida                                                               | extinto |        |
|                                              | Visconde de Santiago de Cacém                                            | 30 de Novembro de 1882                                     |                    | António Pais Champalimaud de Matos Moreira Falcão, depois 2º Conde de Bracial                                                                 | em vida                                                               | extinto |        |
|                                              | Visconde de Santiago de Caiola                                           | 13 de Março de 1890                                        |                    | Daniel da Rocha Cabral de Quadros | em vida (renovado 1 vez)                                              | extinto |        |
|                                              | Visconde de Santiago de Lobão                                            | 10 de Março de 1906                                        |                    | Lino Henrique Bento de Sousa, depois 1.º Conde de Santiago de Lobão                                                                           | em vida                                                               | |        |
|                                              | Visconde de Santiago de Riba de Ul                                       | 3 de Fevereiro de 1882                                     |                    | José Joaquim Godinho | em vida                                                               | extinto |        |
|                                              | Visconde de Santo Albino                                                 | 4 de Janeiro de 1908                                       |                    | Albino Gonçalves de Azevedo | em vida (renovado 1 vez)                                              | extinto |        |
|                                              | Visconde de Santo Amaro                                                  | 6 de Janeiro de 1818                                       |                    | Manuel Joaquim Soares | em vida (renovado 1 vez)                                              | extinto |        |
|                                              | Visconde de Santo Ambrósio                                               | 17 de Fevereiro de 1884                                    |                    | Francisco António Namorado, 1.º Barão de Santo Ambrósio                                                                                       | em vida                                                               | extinto |        |
|                                              | Visconde de Santo André                                                  | 17 de Junho de 1874                                        |                    | António Justino da Costa, depois 1.º Conde de Santo André                                                                                     | em vida                                                               | extinto |        |
|                                              | Visconde de Santo António de Lourido                                     | 14 de Junho de 1883                                        |                    | Francisco Pereira Sanches de Castro | em vida                                                               | extinto |        |
|                                              | Visconde de Santo António de Vessadas                                    | 16 de Dezembro de 1886                                     |                    | Manuel José Botelho | em vida                                                               | extinto |        |
|                                              | Visconde de Santo António do Vale da Piedade                             | 11 de Setembro de 1855                                     |                    | António José de Castro Silva, 1.º Visconde do Vale da Piedade                                                                                 | em vida                                                               | extinto |        |
|                                              | Visconde de Santo Elias                                                  | 5 de Janeiro de 1882                                       |                    | Elias José Nunes da Silva | em vida                                                               | extinto |        |
|                                              | Visconde de Santo Tirso                                                  | 15 de Julho de 1890                                        |                    | José Cirilo Machado | em vida (sempre renovado até à actualidade)                           | José Cirilo Machado, 4.º Visconde de Santo Tirso |        |
|                                              | Visconde de Santo Varão                                                  | 2 de Janeiro de 1874                                       |                    | Emília Cândida Alves Ribeiro | em vida                                                               | extinto |        |
|                                              | Visconde de São Bartolomeu                                               | 4 de Novembro de 1863                                      |                    | José Joaquim Lobo | em vida                                                               | extinto |        |
|                                              | Visconde de São Bartolomeu de Messines                                   | 22 de Julho de 1905                                        |                    | José do Espírito Santo Battaglia Ramos | em vida (renovado 2 vezes)                                            | João de Deus Bramão Ramos, 3.º Visconde de São Bartolomeu de Messines |        |
|                                              | Visconde de São Bento                                                    | 20 de Janeiro de 1881                                      |                    | Manuel José Ribeiro, depois 1.º Conde de São Bento                                                                                            | em vida                                                               | extinto |        |
|                                              | Visconde de São Bernardo                                                 | 15 de Dezembro de 1881                                     |                    | Bernardo Ferraz de Abreu | em vida                                                               | extinto |        |
|                                              | Visconde de São Boaventura                                               | 23 de Março de 1893                                        |                    | Boaventura Gaspar da Silva Costa Barbosa | em vida                                                               | extinto |        |
|                                              | Visconde de São Caetano                                                  | 20 de Novembro de 1882                                     |                    | Eugénia Nunes Viseu | em vida                                                               | extinto |        |
|                                              | Visconde de São Carlos                                                   | 9 de Julho de 1904                                         |                    | Carlos Fernandes Vieira | em vida (renovado 1 vez)                                              | extinto |        |
|                                              | Visconde de São Clemente de Basto                                        | 10 de Novembro de 1881                                     |                    | João José de Magalhães | em vida (renovado 1 vez)                                              | extinto |        |
|                                              | Visconde de São Cosme do Vale                                            | 30 de Dezembro de 1897                                     |                    | Bernardino Ferreira da Costa e Sousa, depois 1.º Conde de São Cosme do Vale                                                                   | em vida                                                               | |        |
|                                              | Visconde de São Cristóvão                                                | 4 de Novembro de 1868                                      |                    | José Marcelino da Costa e Sá | em vida                                                               | extinto |        |
|                                              | Visconde de São Domingos                                                 | 23 de Julho de 1891                                        |                    | Domingos José Dias | em vida                                                               | extinto |        |
|                                              | Visconde de São Fins                                                     | 16 de Março de 1893                                        |                    | José Manuel de Abreu | em vida                                                               | extinto |        |
|                                              | Visconde de São Gião                                                     | 29 de Maio de 1890                                         |                    | João Rodrigues de Deus | em vida (renovado 1 vez)                                              | extinto |        |
|                                              | Visconde de São Gil de Perre                                             | 30 de Outubro de 1824                                      |                    | Sebastião Correia de Sá, depois 1.º Conde e 1.º Marquês de Terena                                                                             | em vida (renovado por 2 vezes)                                        | extinto |        |
|                                              | Visconde de São Januário                                                 | 9 de Setembro de 1867                                      |                    | Januário Correia de Almeida, 1.º Barão, Visconde e Conde de São Januário                                                                      | em vida                                                               | extinto |        |
|                                              | Visconde de São Jerónimo                                                 | 5 de Novembro de 1862                                      |                    | Basílio Alberto de Sousa Pinto | em vida (renovado 2 vezes)                                            | José Manuel Guerra de Sousa Pinto, 3.º Visconde de São Jerónimo |        |
|                                              | Visconde de São João                                                     | 3 de Maio de 1871                                          |                    | João Diogo Berenguer da França Neto | em vida                                                               | extinto |        |
|                                              | Visconde de São João da Madeira                                          | 13 de Fevereiro de 1902                                    |                    | Albino Francisco Correia | em vida                                                               | extinto |        |
|                                              | Visconde de São João da Pesqueira                                        | 3 de Julho de 1823                                         |                    | Luís Maria de Sousa Vahia Rebelo de Miranda                                                                                                   | em vida (sempre renovado até à actualidade)                           | José Joaquim Boaventura de Sousa Vahia da Cunha Lima, 5.º Visconde de S. João da Pesqueira |        |
|                                              | Visconde de São João Nepomuceno                                          | 10 de Maio de 1894                                         |                    | António Maria de Almeida | em vida                                                               | extinto |        |
|                                              | Visconde de São Joaquim                                                  | 22 de Março de 1881                                        |                    | Joaquim Lopes Lebre, 1.º Barão e depois 1.º Conde de São Joaquim                                                                              | em vida                                                               | extinto |        |
|                                              | Visconde de São Jorge                                                    | 7 de Dezembro de 1893                                      |                    | Adriano Augusto de Campos Oliveira | em vida                                                               | extinto |        |
|                                              | Visconde de São Justo                                                    | 6 de Setembro de 1877                                      |                    | Jorge Augusto Husson da Câmara | em vida                                                               | extinto |        |
|                                              | Visconde de São Laurindo                                                 | 4 de Fevereiro de 1884                                     |                    | Laurindo José de Almeida | em vida                                                               | extinto |        |
|                                              | Visconde de São Lázaro                                                   | 3 de Dezembro de 1870                                      |                    | Miguel José Raio | em vida                                                               | extinto |        |
|                                              | Visconde de São Lourenço                                                 | 17 de Novembro de 1811                                     |                    | Francisco Bento Maria Targini, 2º Barão de São Lourenço                                                                                       | em vida                                                               | extinto |        |
|                                              | Visconde de São Luís                                                     | 4 de Novembro de 1877                                      |                    | Eduardo Pinto de Soveral | em vida (renovado 2 vezes)                                            | António Corrêa de Sá, 3.º Visconde de São Luís |        |
|                                              | Visconde de São Luís de Braga                                            | 6 de Agosto de 1891                                        |                    | Luís de Braga Júnior | em vida                                                               | extinto |        |
|                                              | Visconde de São Mamede                                                   | 12 de Setembro de 1866                                     |                    | Rodrigo Pereira Felício, depois 1.º Conde de São Mamede                                                                                       | em vida                                                               | extinto |        |
|                                              | Visconde de São Manuel                                                   | 24 de Março de 1886                                        |                    | Manuel Barbosa da Fonseca | em vida                                                               | extinto |        |
|                                              | Visconde de São Marçal                                                   | 20 de Agosto de 1885                                       |                    | Tomás Quintino Antunes, depois 1.º Conde de São Marçal                                                                                        | em vida                                                               | extinto |        |
|                                              | Visconde de São Mateus                                                   | 25 de Outubro de 1894                                      |                    | Isabel Beatriz de Azevedo Pereira e Sousa | em vida                                                               | extinto |        |
|                                              | Visconde de São Miguel Ângelo                                            | 20 de Agosto de 1880                                       |                    | João Pereira Tomás | em vida                                                               | extinto |        |
|                                              | Visconde de São Miguel de Seide                                          | 4 de Agosto de 1887                                        |                    | Nuno Plácido de Castelo-Branco | em vida (renovado 1 vez)                                              | extinto |        |
|                                              | Visconde de São Paio dos Arcos                                           | 11 de Julho de 1853                                        |                    | Gaspar de Azevedo Araújo e Gama | em vida                                                               | extinto |        |
|                                              | Visconde de São Pedro do Rego da Murta                                   | 30 de Dezembro de 1885                                     |                    | Jacinto António Peres, 1.º Barão de São Pedro do Rego da Murta                                                                                | em vida                                                               | extinto |        |
|                                              | Visconde de São Salvador de Matosinhos                                   | 5 de Junho de 1873                                         |                    | João José dos Reis, depois 1.º Conde de São Salvador de Matosinhos                                                                            | em vida (renovado 1 vez)                                              | extinto |        |
|                                              | Visconde de São Salvador de Tangil                                       | 13 de Agosto de 1890                                       |                    | Vitorino Rodrigues Ribeiro, 1.º Visconde de Tangil                                                                                            | em vida                                                               | extinto |        |
|                                              | Visconde de São Sebastião                                                | 8 de Agosto de 1872                                        |                    | José Maria Henriques de Azevedo | em vida (sempre renovado até à actualidade)                           | Tomás Inácio Correia da Costa e Vasconcelos da Silveira e Charters, 4.º Visconde de São Sebastião |        |
|                                              | Visconde de São Torquato                                                 | 23 de Maio de 1870                                         |                    | Luís Augusto Perestrelo de Vasconcelos | em vida                                                               | extinto |        |
|                                              | Visconde de São Valentim                                                 | 4 de Julho de 1890                                         |                    | Valentim José da Silveira Lopes | em vida                                                               | extinto |        |
|                                              | Visconde de São Venâncio                                                 | 10 de Dezembro de 1891                                     |                    | José de Oliveira Lisboa | em vida                                                               | extinto |        |
|                                              | Visconde de São Veríssimo                                                | 19 de Dezembro de 1907                                     |                    | Veríssimo Bastos | em vida                                                               | extinto |        |
|                                              | Visconde de São Vicente da Pena de Vilar                                 | Século XIX                                                 |                    | Vasco da Gama Araújo Sousa Prego Pacheco de Novais                                                                                            | em vida                                                               | extinto |        |
|                                              | Visconde de Sapucaí                                                      | 29 de Maio de 1891                                         |                    | Luís Mateus Maylasky | em vida                                                               | extinto |        |
|                                              | Visconde de Sardoal                                                      | 17 de Abril de 1866                                        |                    | José de Figueiredo Frazão e Castelo Branco | em vida (renovado 2 vezes)                                            | extinto |        |
|                                              | Visconde de Sarmento                                                     | 15 de Setembro de 1855                                     |                    | João Ferreira Sarmento, 1.º Barão e depois 1.º Conde de Sarmento                                                                              | em vida                                                               | extinto |        |
|                                              | Visconde de Sarzedo                                                      | 14 de Abril de 1868                                        |                    | António Ribeiro de Carvalho Pessoa de Amorim Pacheco                                                                                          | em vida                                                               | |        |
|                                              | Visconde de Schmidt                                                      | 16 de Janeiro de 1891                                      |                    | Frederico Augusto Schmidt | em vida                                                               | extinto |        |
|                                              | Visconde de Seabra                                                       | 25 de Abril de 1865                                        |                    | António Luís de Seabra e Sousa | em vida (renovado 1 vez)                                              | António Luís da Silva Moreira Lopes de Seabra, 2.º Visconde de Seabra |        |
|                                              | Visconde de Seisal                                                       | 10 de Janeiro de 1854                                      |                    | José Maurício Correia Henriques, 1.º Barão e depois 1.º Conde de Seisal                                                                       | em vida (renovado 1 vez)                                              | extinto |        |
|                                              | Visconde de Semelhe                                                      | 25 de Setembro de 1890                                     |                    | Bernardo José Barbosa | em vida                                                               | extinto |        |
|                                              | Visconde de Sena Fernandes                                               | 17 de Abril de 1890                                        |                    | Bernardino de Sena Fernandes, 1.º Barão e depois 1.º Conde de Sena Fernandes                                                                  | em vida                                                               | extinto |        |
|                                              | Visconde de Sendielos                                                    | 27 de Fevereiro de 1890                                    |                    | José de Castro Sampaio | em vida                                                               | extinto |        |
|                                              | Visconde da Senhora da Ribeira                                           | 2 de Setembro de 1905                                      |                    | António do Carmo Pires | em vida                                                               | extinto |        |
|                                              | Visconde de Sérgio de Sousa                                              | 30 de Junho de 1877                                        |                    | António Sérgio de Sousa | em vida                                                               | extinto |        |
|                                              | Visconde de Serpa Pinto                                                  | 24 de Janeiro de 1899                                      |                    | Alexandre Alberto da Rocha de Serpa Pinto | em vida                                                               | |        |
|                                              | Visconde da Serra da Tourega                                             | 5 de Fevereiro de 1880                                     |                    | Estevão António Tormenta Pinheiro, depois 1.º Conde de Serra da Tourega                                                                       | em vida                                                               | extinto |        |
|                                              | Visconde da Serra do Pilar                                               | 1 de Dezembro de 1834                                      |                    | José António da Silva Torres, 1.º Barão do Pico do Celeiro                                                                                    | em vida                                                               | extinto |        |
|                                              | Visconde de Serra Largo                                                  | 14 de Janeiro de 1894                                      |                    | Alexander Cameron Mackenzie, depois 1.º Conde de Serra Largo                                                                                  | em vida                                                               | extinto |        |
|                                              | Visconde do Serrado                                                      | 8 de Maio de 1873                                          |                    | Francisco de Assis de Melo de Lemos e Alvelos                                                                                                 | em vida                                                               | |        |
|                                              | Visconde de Setúbal                                                      | 13 de Outubro de 1843                                      |                    | João Schwalbach, 1.º Barão de Setúbal | em vida (renovado 1 vez)                                              | extinto |        |
|                                              | Visconde de Sieuve de Menezes                                            | 4 de Março de 1873                                         |                    | José Maria Sieuve de Menezes, depois 1.º Conde de Sieuve de Menezes                                                                           | em vida                                                               | extinto |        |
|                                              | Visconde do Silho                                                        | 12 de Dezembro de 1889                                     |                    | Alfredo Júlio Ferreira | em vida                                                               | extinto |        |
|                                              | Visconde da Silva                                                        | 25 de Janeiro de 1872                                      |                    | Joaquim António de Araújo e Silva, depois 1.º Barão de Catete (título brasileiro)                                                             | em vida                                                               | extinto |        |
|                                              | Visconde da Silva Anachoreta                                             | Decreto de 15 de Fevereiro de 1906                         | D. Carlos I        | José Manuel da Silva Anachoreta | em vida                                                               | | [ 29 ] |
|                                              | Visconde de Silva Andrade                                                | 20 de Janeiro de 1903                                      |                    | Bernardo Casimiro da Silva Andrade | em vida                                                               | extinto |        |
|                                              | Visconde de Silva Carvalho                                               | 13 de Dezembro de 1865                                     |                    | João da Silva Carvalho | em vida (renovado 1 vez)                                              | extinto |        |
|                                              | Visconde de Silva Cota                                                   | 9 de Julho de 1891                                         |                    | Manuel da Silva Cota | em vida                                                               | extinto |        |
|                                              | Visconde de Silva Figueira                                               | 8 de Maio de 1879                                          |                    | José Silva Figueira | em vida                                                               | extinto |        |
|                                              | Visconde de Silva Lóio                                                   | 15 de Março de 1883                                        |                    | José da Silva Lóio | em vida                                                               | extinto |        |
|                                              | Visconde de Silva Melo                                                   | 22 de Março de 1888                                        |                    | João da Silva Melo Guimarães | em vida                                                               | extinto |        |
|                                              | Visconde de Silva Monteiro                                               | 23 de Junho de 1871                                        |                    | António da Silva Monteiro, depois 1.º Conde de Silva Monteiro                                                                                 | em vida                                                               | extinto |        |
|                                              | Visconde de Silva Viana                                                  | 1908                                                       |                    | Luís Ferreira da Silva Viana | em vida                                                               | extinto |        |
|                                              | Visconde de Silvares                                                     | 23 de Abril de 1891                                        |                    | Alexandre de Vasconcelos e Sá | em vida                                                               | extinto |        |
|                                              | Visconde da Silveira                                                     | 23 de Agosto de 1886                                       |                    | João Vicente da Silveira | em vida                                                               | extinto |        |
|                                              | Visconde de Silves                                                       | 28 de Outubro de 1886                                      |                    | Francisco Manuel Pereira Caldas, depois 1.º Conde de Silves                                                                                   | em vida                                                               | extinto |        |
|                                              | Visconde de Sinde                                                        | 30 de Outubro de 1885                                      |                    | Francisco Perestrelo de Alarcão Marinho Pereira de Araújo                                                                                     | em vida (renovado 1 vez)                                              | António Fernandes Perestrelo Alarcão, 2.º Visconde de Sinde |        |
|                                              | Visconde de Sistelo                                                      | 3 de Novembro de 1880                                      |                    | Manuel António Gonçalves Roque | em vida (renovado 2 vezes)                                            | Vittório Luís Solaro Roque de Pinho, 3.º Visconde de Sistelo |        |
|                                              | Visconde de Soares Franco                                                | 20 de Outubro de 1862                                      |                    | Francisco Soares Franco | em vida (renovado 1 vez)                                              | extinto |        |
| Brasao Sobral                                | Visconde de Sobral                                                       | 14 de Setembro de 1838                                     |                    | Hermano José Braamcamp de Almeida Castelo-Branco, 2º Barão de Sobral e depois 1.º Conde de Sobral                                             | em vida                                                               | extinto |        |
|                                              | Visconde da Sobreira                                                     | 23 de Novembro de 1886                                     |                    | Gaspar Pinto de Magalhães Aguiar | em vida                                                               | extinto |        |
|                                              | Visconde do Socorro                                                      | 9 de Julho de 1891                                         |                    | João José Pereira Júnior, 1.º Barão do Socorro                                                                                                | em vida                                                               | extinto |        |
|                                              | Visconde de Somzée                                                       | 4 de Agosto de 1895                                        |                    | Léon Somzée | em vida                                                               | extinto |        |
|                                              | Visconde de Sorraia                                                      | 1906                                                       |                    | Joaquim de Sousa Mesquita | em vida                                                               | extinto |        |
|                                              | Visconde de Sotomaior                                                    | 12 de Maio de 1865                                         |                    | António da Cunha Sotomaior Gomes Ribeiro de Azevedo e Melo                                                                                    | em vida                                                               | extinto |        |
|                                              | Visconde de Sousa Carvalho                                               | 29 de Agosto de 1884                                       |                    | António Augusto Alves de Sousa Carvalho | em vida                                                               | extinto |        |
|                                              | Visconde de Sousa da Fonseca                                             | 24 de Maio de 1884                                         |                    | Luís de Sousa da Fonseca | em vida                                                               | extinto |        |
|                                              | Visconde de Sousa Prego                                                  | 10 de Maio de 1894                                         |                    | Ezequiel de Sousa Prego | em vida                                                               | extinto |        |
|                                              | Visconde de Sousa Rego                                                   | 13 de Agosto de 1890                                       |                    | António Joaquim de Sousa Rego | em vida                                                               | extinto |        |
|                                              | Visconde de Sousa Soares                                                 | 24 de Dezembro de 1904                                     |                    | José Álvares de Sousa Soares | em vida                                                               | extinto |        |
|                                              | Visconde de Sousel                                                       | 17 de Dezembro de 1811                                     |                    | António José de Miranda Henriques | em vida                                                               | extinto |        |
|                                              | Visconde de Sousela                                                      | 10 de Fevereiro de 1898                                    |                    | Caledónio Coelho de Sousa e Vasconcelos | em vida                                                               | extinto |        |
|                                              | Visconde de Soutelo                                                      | 10 de Maio de 1972                                         |                    | Manuel José Gomes | em vida                                                               | extinto |        |
|                                              | Visconde de Souto                                                        | 12 de Dezembro de 1862                                     |                    | António José Alves Souto | em vida                                                               | extinto |        |
|                                              | Visconde de Souto d'El-Rei                                               | 17 de Maio de 1774                                         |                    | Nuno Melo de Menezes | em vida                                                               | extinto |        |
|                                              | Visconde de Soveral                                                      | 30 de Junho de 1865                                        |                    | Luís Augusto Pinto de Soveral | em vida                                                               | extinto |        |
|                                              | Visconde de Stern                                                        | 17 de Janeiro de 1870                                      |                    | Hermano Stern, 1.º Barão de Stern | em vida                                                               | extinto |        |
|                                              | Visconde de Sucena                                                       | 17 de Julho de 1899                                        |                    | José Rodrigues de Sucena, depois 1.º Conde de Sucena                                                                                          | em vida                                                               | extinto |        |
|                                              | Visconde de Taíde                                                        | 16 de Abril de 1891                                        |                    | Fernando António Pinto de Miranda | em vida                                                               | extinto |        |
|                                              | Visconde de Tangil                                                       | Século XIX                                                 |                    | Vitorino Rodrigues Ribeiro, 1.º Visconde de São Salvador de Tangil                                                                            | em vida                                                               | extinto |        |
|                                              | Visconde de Tardinhade                                                   | 29 de Dezembro de 1881                                     |                    | António Guedes de Carvalho e Menezes | em vida                                                               | extinto |        |
|                                              | Visconde de Taveiro                                                      | 26 de Fevereiro de 1851                                    |                    | Maria Rosa Figueiredo Cunha Eça Abreu Melo Lacerda Lemos (mãe de José Pedro Paulo Melo Figueiredo Pais Amaral, 1.º Conde de Santar)           | em vida (renovado por 3 vezes)                                        | Maria Teresa Lancastre de Melo, 3.ª Condessa de Santar e 4.ª Viscondessa de Taveiro |        |
|                                              | Visconde de Tavira                                                       | 24 de Julho de 1861                                        |                    | António de Pádua da Costa e Almeida | em vida                                                               | extinto |        |
|                                              | Visconde de Teixeira de Carvalho                                         | 17 de Outubro de 1904                                      |                    | Joaquim José Teixeira de Carvalho | em vida                                                               | extinto |        |
|                                              | Visconde de Teles de Menezes                                             | 26 de Junho de 1870                                        |                    | Diogo Teles de Menezes | em vida                                                               | extinto |        |
|                                              | Visconde de Telheiras                                                    | 17 de Janeiro de 1845                                      |                    | José Balbino de Barbosa Araújo, 1.º Barão de Telheiras                                                                                        | em vida                                                               | extinto |        |
|                                              | Visconde de Tinalhas                                                     | 10 de Outubro de 1870                                      |                    | José Coutinho Barriga da Silveira Castro e Câmara                                                                                             | em vida (renovado por 2 vezes)                                        | extinto |        |
|                                              | Visconde de Tojal                                                        | 27 de Março de 1884                                        |                    | João Vicente de Oliveira | em vida                                                               | extinto |        |
|                                              | Visconde do Torrão                                                       | 14 de Setembro de 1855                                     |                    | Jerónimo de Magalhães Baião de Sande Lança Mexia Salema                                                                                       | em vida (renovado 1 vez)                                              | extinto |        |
|                                              | Visconde da Torre                                                        | 3 de Agosto de 1871                                        |                    | João Feio Magalhães Coutinho, 1.º Barão da Torre                                                                                              | em vida (renovado 2 vezes)                                            | João Alberto Bacelar da Rocha Páris, 3.º Visconde da Torre |        |
|                                              | Visconde da Torre Bela                                                   | 17 de Dezembro de 1812                                     |                    | Fernando José Correia Brandão Bettencourt Henriques de Noronha                                                                                | em vida (sempre renovado até à actualidade)                           | D. António Manuel de Castro da França Dória, 6.º Visconde da Torre Bela |        |
|                                              | Visconde da Torre da Murta                                               | 4 de Agosto de 1870                                        |                    | João Carlos Infante de Sequeira Correia da Silva Carvalho, 1.º Visconde e 12º Senhor da Torre da Murta                                        | em vida                                                               | extinto |        |
|                                              | Visconde da Torre das Donas                                              | 8 de Agosto de 1872                                        |                    | Joaquim de Azevedo de Araújo e Gama | em vida                                                               | extinto |        |
|                                              | Visconde da Torre do Terrenho                                            | 15 de Maio de 1883                                         |                    | Cristóvão de Almeida Amado Sá e Menezes | em vida                                                               | extinto |        |
|                                              | Visconde das Torres                                                      | 26 de Dezembro de 1850                                     |                    | António Camelo Fortes de Pina | em vida                                                               | extinto |        |
|                                              | Visconde de Torre-Miranda                                                | 11 de Março de 1814                                        |                    | José Maria de Miranda Henriques | em vida                                                               | D. Jose Maria Martin-Abad de Miranda, 2.º Visconde de Torre-Miranda |        |
|                                              | Visconde de Torre de Moncorvo                                            | 13 de Julho de 1847                                        |                    | Cristovão Pedro de Morais Sarmento, 1.º Barão de Torre de Moncorvo                                                                            | em vida (renovado 2 vezes)                                            | extinto |        |
|                                              | Visconde de Torres                                                       | 15 de Fevereiro de 1883                                    |                    | Cândido José Rodrigues Torres, 1.º Barão de Itambi (título brasileiro)                                                                        | em vida                                                               | extinto |        |
|                                              | Visconde de Torres Novas                                                 | 12 de Setembro de 1855                                     |                    | António César Vasconcelos Correia, depois 1.º Conde de Torres Novas                                                                           | em vida                                                               | extinto |        |
|                                              | Visconde de Tortozendo                                                   | Século XIX                                                 |                    | Maria do Resgate Esteves da Fonseca e Carvalho                                                                                                | em vida                                                               | extinto |        |
|                                              | Visconde de Tourinho                                                     | 10 de Agosto de 1881                                       |                    | José Vicente Gonçalves Tourinho | em vida (renovado 2 vezes)                                            | D. Caio Cesar Tourinho Marques, 3.º Visconde de Tourinho |        |
|                                              | Visconde de Tramagal                                                     | 10 de Maio de 1878                                         |                    | José Freire Temudo de Oliveira Fialho de Mendonça                                                                                             | em vida                                                               | extinto |        |
|                                              | Visconde de Trancoso                                                     | 12 de Setembro de 1855                                     |                    | D. Maria do Carmo da Costa de Macedo e Ornelas de Sequeira Reimão                                                                             | em vida (renovado 5 vezes)                                            | D. Pedro José Wagner de Noronha de Alarcão, 14.º Conde dos Arcos, 12.º Conde de São Miguel, 6.º Visconde de Trancoso, 3.º Conde de Vila Nova da Carveira                                                          |        |
|                                              | Visconde de Treixedo                                                     | Século XIX                                                 |                    | Francisco de Gouveia Bandeira de Figueiredo                                                                                                   | em vida                                                               | extinto |        |
|                                              | Visconde de Trevões                                                      | 29 de Abril de 1909                                        |                    | Emílio José Ló Ferreira | em vida                                                               | extinto |        |
| Brasão do 1.º Visconde da Trindade           | Visconde da Trindade                                                     | 10 de Novembro de 1852                                     |                    | José António de Sousa Basto, depois 1.º Conde da Trindade                                                                                     | em vida (renovado 3 vezes)                                            | extinto |        |
|                                              | Visconde de Valbranca                                                    | 21 de Julho de 1887                                        |                    | Emil Weiss, depois 1.º Conde de Valbranca | em vida                                                               | extinto |        |
|                                              | Visconde de Valdemouro                                                   | 15 de Novembro de 1879                                     |                    | José Maria Branco de Melo e Figueiredo | em vida (renovado 2 vezes)                                            | Maria José Branco de Melo da Costa Figueiredo da Guerra, 3.ª Viscondessa de Valdemouro |        |
|                                              | Visconde de Valdoeiro                                                    | 22 de Março de 1881                                        |                    | Bernardo Maria Toscano | em vida                                                               | extinto |        |
|                                              | Visconde de Vale da Costa                                                | 16 de Julho de 1891                                        |                    | Manuel Pedro Furtado de Almeida | em vida                                                               | extinto |        |
|                                              | Visconde de Vale da Gama                                                 | 19 de Junho de 1867                                        |                    | Inácio da Cruz Guerreiro | em vida                                                               | extinto |        |
|                                              | Visconde do Vale da Piedade                                              | 11 de Setembro de 1855                                     |                    | António José de Castro Silva, 1.º Visconde de Santo António do Vale da Piedade                                                                | em vida                                                               | extinto |        |
|                                              | Visconde de Vale de Remígio                                              | 9 de Novembro de 1880                                      |                    | José Inácio Homem de Gouveia | em vida                                                               | extinto |        |
|                                              | Visconde de Vale de Sobreda                                              | 10 de Julho de 1887                                        |                    | Joaquim Marques Ferreira | em vida                                                               | extinto |        |
|                                              | Visconde de Vale de Sobreira                                             | 1907                                                       |                    | José Maria Dinis Vieira | em vida                                                               | extinto |        |
|                                              | Visconde de Vale Flor                                                    | 3 de Maio de 1890                                          |                    | José Constantino Dias, 1.º Visconde, Conde e Marquês de Vale Flor                                                                             | em vida                                                               | extinto |        |
|                                              | Visconde de Vale Paraíso                                                 | 20 de Março de 1893                                        |                    | João António de Bianchi, 1.º Visconde de Bianchi                                                                                              | em vida                                                               | extinto |        |
|                                              | Visconde de Vale Pereiro                                                 | 8 de Julho de 1897                                         |                    | José Manuel Martins Manso | em vida                                                               | extinto |        |
|                                              | Visconde de Valmor                                                       | 11 de Março de 1867                                        |                    | José Isidoro Guedes | em vida (renovado 3 vezes)                                            | José Frederico Mayer Pinto Machado, 5.º Conde de Almedina e 4.º Visconde de Valmor |        |
|                                              | Visconde de Valongo                                                      | 10 de Março de 1842                                        |                    | Luís Pinto de Mendonça Arrais, 1.º Visconde de Valongo                                                                                        | em vida                                                               | extinto |        |
|                                              | Visconde da Vargem da Ordem                                              | 23 de Janeiro de 1863                                      |                    | Gaspar Pessoa Tavares de Amorim da Vargem, 1.º Barão da Vargem da Ordem                                                                       | em vida                                                               | extinto |        |
|                                              | Visconde da Várzea                                                       | 3 de Julho de 1823                                         |                    | Bernardo da Silveira Pinto da Fonseca | em vida (renovado 3 vezes)                                            | D. Bernardo João da Silveira de Vasconcelos e Sousa, 9.º Marquês de Castelo Melhor, 11.º Conde da Calheta, 6.º Conde de Castelo Melhor, 4.º Visconde da Várzea, 3.º Visconde de Guiães e 2.º Visconde de Pinheiro |        |
|                                              | Visconde da Várzea da Ourada                                             | 1906                                                       |                    | António Pedro Mendonça Côrte-Real | em vida                                                               | extinto |        |
|                                              | Visconde de Veiga Cabral                                                 | 21 de Fevereiro de 1898                                    |                    | Cesário Augusto Teixeira Cabral | em vida                                                               | extinto |        |
|                                              | Visconde de Veiros                                                       | 11 de Março de 1822                                        |                    | Francisco de Paula Leite de Sousa | em vida (renovado 2 vezes)                                            | extinto |        |
|                                              | Visconde da Vela                                                         | 23 de Abril de 1874                                        |                    | Mendo Saraiva da Costa Pereira de Refóios | em vida                                                               | extinto |        |
|                                              | Visconde de Viamonte da Silveira                                         | 11 de Abril de 1889                                        |                    | José de Viamonte de Sousa da Silveira | em vida (renovado 3 vezes)                                            | José Calheiros de Abreu Coutinho de Almada de Viamonte da Silveira, 3.º Visconde de Viamonte da Silveira |        |
|                                              | Visconde de Vieira                                                       | 29 de Julho de 1886                                        |                    | Gaspar dos Reis Silva | em vida                                                               | extinto |        |
|                                              | Visconde de Vila Boim                                                    | 17 de Abril de 1890                                        |                    | José Maria Correia Freire Manoel de Aboim | em vida                                                               | extinto |        |
|                                              | Visconde de Vila Garcia                                                  | Decreto de 3 de julho de 1823                              | D. João VI         | José Vaz Pereira Pinto Guedes | duas vidas                                                            | | [ 30 ] |
|                                              | Visconde de Vila Gião                                                    | 17 de Fevereiro de 1894                                    |                    | Joaquim António de Freitas, 1.º Barão de Vila Gião                                                                                            | em vida                                                               | extinto |        |
|                                              | Visconde de Vila Maior                                                   | 1 de Junho de 1858                                         |                    | Luís Cláudio de Oliveira Pimentel | em vida (renovado por 3 vezes)                                        | Luís de Vasconcelos Pimentel Quartin Bastos, 4.º Visconde de Vila Maior |        |
|                                              | Visconde de Vila Mendo                                                   | 16 de Agosto de 1872                                       |                    | António de Gouveia Osório | em vida                                                               | extinto |        |
|                                              | Visconde de Vila Moura                                                   | 25 de Outubro de 1900                                      |                    | Bento de Oliveira Cardoso e Castro Guedes de Carvalho Lobo                                                                                    | em vida (renovado 2 vezes, com honras de grandeza)                    | Rafael Oliveira Rodrigues, 3º Visconde de Vila Moura |        |
|                                              | Visconde de Vila Nova da Rainha                                          | 21 de Maio de 1810                                         |                    | Francisco José Rufino de Sousa Lobato, 1.º Barão de Vila Nova da Rainha                                                                       | em vida                                                               | |        |
|                                              | Visconde de Vila Nova de Cabanyas                                        | 8 de Novembro de 1892                                      |                    | José Bonifácio de Cabanyas | em vida                                                               | extinto |        |
| Armas dos Viscondes de Vila Nova de Cerveira | Visconde de Vila Nova de Cerveira                                        | 4 de Março de 1476 (1.º título de visconde em Portugal)    |                    | D. Leonel de Lima | juro e herdade (com honras de Grandeza)                               | D. Francisco Manuel de Vasconcelos e Sousa de Mendonça, 6.º Marquês de Ponte de Lima e 18.º Visconde de Vila Nova de Cerveira                                                                                     |        |
|                                              | Visconde de Vila Nova de Famalicão                                       | 27 de Setembro de 1890                                     |                    | José Joaquim Machado | em vida                                                               | extinto |        |
|                                              | Visconde de Vila Nova de Foz Côa                                         | 22 de Maio de 1886                                         |                    | Eduardo Ernesto de Campos Henriques | em vida                                                               | extinto |        |
|                                              | Visconde de Vila Nova de Gaia                                            | 20 de Maio de 1835                                         |                    | Thomas William Stubbs, 1.º Barão de Vila Nova de Gaia                                                                                         | em vida (renovado 3 vezes)                                            | João Carlos Sabino Alves Costa e Silva, 4º Visconde de Vila Nova de Gaia |        |
|                                              | Visconde de Vila Nova de Ourém                                           | 12 de Março de 1853                                        |                    | José Joaquim Januário Lapa, 1.º Barão de Vila Nova de Ourém                                                                                   | em vida (renovado 3 vezes)                                            | Maria Teresa Gorjão Henriques de Melo Lapa, 4.ª Viscondessa de Vila Nova de Ourém |        |
|                                              | Visconde de Vila Nova de Souto d' El-Rei                                 | 17 de Maio de 1774                                         |                    | Francisco de Almada e Mendonça | em vida (renovado 5 vezes)                                            | extinto |        |
|                                              | Visconde de Vila Nova do Minho                                           | 11 de Abril de 1855                                        |                    | José Bernardino de Sá, 1.º Barão de Vila Nova do Minho                                                                                        | em vida                                                               | extinto |        |
|                                              | Visconde de Vila Pouca                                                   | 1845                                                       |                    | Rodrigo de Sousa Teixeira da Silva Alcoforado, depois 1.º Conde de Vila Pouca                                                                 | em vida (renovado 1 vez)                                              | extinto |        |
|                                              | Visconde de Vila Verde                                                   | 1 de Março de 1854                                         |                    | Custódio Pinheiro da Silva, 1.º Barão de Vila Verde                                                                                           | em vida (renovado 1 vez)                                              | extinto |        |
|                                              | Visconde de Vilar de Allen                                               | 13 de Janeiro de 1866                                      |                    | Alfredo Allen | em vida (renovado 1 vez)                                              | extinto |        |
|                                              | Visconde de Vilarinho de São Romão                                       | 17 de Setembro de 1835                                     |                    | António Lobo Barbosa Ferreira Teixeira Girão                                                                                                  | em vida (renovado 3 vezes)                                            | extinto |        |
|                                              | Visconde de Vilela                                                       | 1907                                                       |                    | José Luís Fernandes Vilela, 1.º Conde de Vilela                                                                                               | em vida                                                               | extinto |        |
|                                              | Visconde da Vinha Brava                                                  | 29 de Abril de 1893                                        |                    | Joaquim Pacheco de Utra | em vida                                                               | extinto |        |
|                                              | Visconde de Vinhais                                                      | 10 de Março de 1842                                        |                    | Simão da Costa Pessoa, depois 1.º Conde de Vinhais                                                                                            | em vida (renovado 1 vez)                                              | extinto |        |
|                                              | Visconde do Vinhal                                                       | 19 de Dezembro de 1889                                     |                    | Agostinho Borges de Figueiredo e Castro | em vida                                                               | extinto |        |
|                                              | Visconde de Westheimer                                                   | 12 de Junho de 1894                                        |                    | Adolf Westheimer | em vida (renovado 1 vez)                                              | extinto |        |
|                                              | Visconde de Wildik                                                       | 26 de Dezembro de 1884                                     |                    | Pedro Afonso André de Figueiredo, 1.º Barão de Wildik                                                                                         | em vida                                                               | extinto |        |
|                                              | Visconde de Wrem                                                         | 7 de Dezembro de 1888                                      |                    | José Zuzarte Wrem | em vida                                                               | extinto |        |
| Brasão Visconde de Ximenez                   | Visconde de Ximenez                                                      | 22 de Agosto de 1909                                       | D. Manuel II       | D. Casimiro Ximenez de Sousa Telles | em vida                                                               | D. Manuel Miguel Cardim Ximenez de Sandoval Teles, 4.º Visconde de Ximenez |        |
|                                              | Visconde do Zambujal                                                     | 1833                                                       | D. Miguel I        | Jorge de Cabedo de Vasconcelos Sardinha da Cunha, 1.º Barão do Zambujal                                                                       | em vida                                                               | extinto |        |